# Tournai
Pour les articles ayant des titres homophones, voir Tournay et Tournet.
Tournai (en latin : Tornacum, en picard : Tornai, en wallon : Tornè, en néerlandais : Doornik, en allemand vieilli : Dornick) est une ville francophone de Belgique située en Région wallonne (Wallonie picarde) et en Flandre romane, chef-lieu d’arrondissement de la province de Hainaut et siège de l'évêché de Tournai.
Tournai, Lille et Courtrai font partie d’un eurodistrict : l’Eurométropole Lille-Courtrai-Tournai (depuis janvier 2008) comptant environ 1 900 000 habitants. Il s'agit du premier GECT (Groupement européen de coopération territoriale) d’Europe. Avec les villes de l'ancien bassin minier du Nord-Pas-de-Calais, Tournai participe aussi à un ensemble métropolitain de près de 3,5 millions d'habitants, appelé « aire métropolitaine de Lille ».
Tournai est une des plus vieilles villes gallo-romaines de Belgique avec Arlon et Tongres. Première capitale du royaume franc, elle a joué un rôle historique, économique, religieux et culturel important au sein du Comté de Flandre durant le Moyen Âge et la Renaissance.
Le beffroi, le plus ancien de Belgique, ainsi que la cathédrale Notre-Dame de Tournai sont inscrits au patrimoine mondial de l’UNESCO. La cathédrale, imposante construction d’art roman et d’architecture gothique, est célèbre pour ses cinq tours ainsi que pour son trésor. Tournai est surnommée la ville aux cinq clochers.
Le Tournaisis est le nom que l’on donne à la région de Tournai.
Les habitants de Tournai sont les Tournaisiens/siennes.

## Géographie
Tournai se situe dans la Basse-Belgique, à la limite sud de la plaine flamande, dans le bassin de l'Escaut. Elle fait partie de la province de Hainaut, de la Région wallonne et de la Communauté française de Belgique. Tournai a son propre arrondissement qui réunit les communes de Tournai, Antoing, Brunehaut, Celles, Comines-Warneton, Estaimpuis, Leuze-en-Hainaut, Mont-de-l'Enclus, Mouscron, Pecq, Péruwelz et Rumes. Tournai est une ville qui comprend de nombreux parcs, églises et remparts.
Cette ville francophone fut pendant longtemps un des centres urbains les plus importants du comté de Flandre, du royaume de France et des Pays-Bas (autrichiens, espagnols, Belgica Regia…), mais un déclin économique et une stagnation démographique à la révolution industrielle a fait d'elle une ville de petite taille de la dorsale européenne.
Sa superficie de 213,75 km2 en fait la commune la plus étendue de Belgique, et elle est la plus importante en population du Hainaut occidental. Elle est située à 85 kilomètres à l'ouest de Bruxelles et à 25 kilomètres à l'est de Lille. Elle est constituée de 30 communes avant la fusion.

### Sections

| #  | Nom                      | Superf. (km2) | Habitants (2020) | Habitants par km2 | Code INS |
| -- | ------------------------ | ------------- | ---------------- | ----------------- | -------- |
| 1  | Tournai (I)              | 15,76         | 30 275           | 1921              | 57081A   |
| 2  | Warchin (XX)             | 3,41          | 1 453            | 427               | 57081B   |
| 3  | Chercq (II)              | 3,08          | 956              | 311               | 57081C   |
| 4  | Havinnes (XXI)           | 9,48          | 1 250            | 132               | 57081D   |
| 5  | Melles (XXII)            | 2,86          | 319              | 112               | 57081E0  |
| 6  | Quartes (XXIII)          | 4,64          | 261              | 56                | 57081E1  |
| 7  | Beclers (XXV)            | 13,50         | 1 070            | 79                | 57081F   |
| 8  | Thimougies (XXIV)        | 3,72          | 271              | 73                | 57081F4  |
| 9  | Barry (XXVII)            | 8,25          | 1 272            | 154               | 57081G   |
| 10 | Maulde (XXVI)            | 5,58          | 367              | 66                | 57081G1  |
| 11 | Vezon (XXVIII)           | 7,73          | 1 358            | 176               | 57081H   |
| 12 | Gaurain-Ramecroix (XXIX) | 12,29         | 3 619            | 294               | 57081J   |
| 13 | Vaulx (XXX)              | 4,03          | 1 332            | 330               | 57081K   |
| 14 | Saint-Maur (III)         | 3,77          | 410              | 109               | 57081L   |
| 15 | Ere (IV)                 | 6,37          | 544              | 85                | 57081L3  |
| 16 | Willemeau (V)            | 3,79          | 629              | 166               | 57081M   |
| 17 | Froidmont (VI)           | 5,16          | 1 036            | 201               | 57081M2  |
| 18 | Esplechin (IX)           | 8,81          | 909              | 103               | 57081N   |
| 19 | Orcq (VII)               | 4,64          | 1 011            | 218               | 57081P0  |
| 20 | Marquain (VIII)          | 5,20          | 758              | 146               | 57081P1  |
| 21 | Lamain (X)               | 3,59          | 570              | 159               | 57081P2  |
| 22 | Blandain (XII)           | 11,51         | 2 200            | 191               | 57081R   |
| 23 | Hertain (XI)             | 2,41          | 231              | 96                | 57081R3  |
| 24 | Templeuve (XIII)         | 15,62         | 3 646            | 233               | 57081S   |
| 25 | Ramegnies-Chin (XIV)     | 4,33          | 953              | 220               | 57081T   |
| 26 | Froyennes (XV)           | 5,93          | 2 177            | 367               | 57081U   |
| 27 | Kain (XVI)               | 11,27         | 6 770            | 601               | 57081V   |
| 28 | Mont-Saint-Aubert (XVII) | 8,90          | 588              | 66                | 57081V4  |
| 29 | Rumillies (XIX)          | 6,86          | 1 840            | 268               | 57081W   |
| 30 | Mourcourt (XVIII)        | 12,18         | 971              | 80                | 57081W2  |

### Districts
La ville est également divisée en cinq districts d'états civils où les registres d'état civil de la ville sont divisés et tenus séparément dans chaque district. C'est aussi le cas pour Anvers, mais à Anvers les districts sont des districts urbains, donc dotés d'un conseil élu, d'un bureau et d'un président.
Ceux-ci à Tournai sont :
- Tournai,
- Froidmont,
- Gaurain,
- Kain,
- Templeuve.

### Communes limitrophes
|        | Estaimpuis Pecq Celles  | Frasnes-lez-Anvaing |
| France | Tournai                 | Leuze-en-Hainaut    |
|        | Rumes Brunehaut Antoing | Péruwelz            |

### Milieu physique

#### Tournai et l'Escaut
La « cité aux cinq clochers » est traversée par l'Escaut et fait partie du sous-bassin Haut-Escaut. Elle fait partie du chapelet de villes scaldiennes, toutes distantes entre elles d'une trentaine de kilomètres : Cambrai, Valenciennes, Tournai, Audenarde, Gand, Termonde et Anvers. L'Escaut naît sur les plateaux de la Picardie. Après avoir divagué dans la plaine alluviale, le fleuve se resserre aux environs d'Antoing, en perçant le dôme du Mélantois, jusqu'à Tournai pour ensuite pénétrer la plaine flamande et continuer une route autrefois pleine de méandres. Tournai est donc entre deux régions duales : des plateaux au sud et des plaines au nord, régions de pierre calcaire propice à l'exploitation de carrières en amont et la plaine flamande propice au commerce en aval.
Grâce à cette ouverture de la vallée de l'Escaut, Tournai a eu dès sa fondation une vocation de ville de passage et de contact. La rive gauche est plus redressée que la rive droite, avec un point culminant à 77 mètres (le Pic-Au-Vent). Par contre, la rive droite est occupée par une plaine alluviale d'un petit rieu, le rieu d'Amour. La position surélevée de la rive gauche y a favorisé l'établissement de la ville, en plus de la rencontre entre la voie romaine Arras-Asse et l'Escaut, ainsi qu'une voie romaine secondaire, la voie Bavay-Cassel-Boulogne-sur-Mer.
L'Escaut a eu un rôle économique important tout au long de l'histoire de la ville. Le tonnage autorisé de l'Escaut à Tournai est en 2019 de 1 350 tonnes. Des travaux d'agrandissement de l'Escaut ont commencé en 2015 à fin de laisser passer des bateaux à plus grands tonnages. Notons ainsi la démolition du Pont-à-Ponts et son remplacement par un gabarit plus moderne en 2018, la réfection des quais et l'agrandissement des arches du pont des trous.
La qualité de l'eau est contrôlée depuis le début des années 2000 grâce à la construction de stations d'épuration. Ainsi, l'eau est nettoyée régulièrement. Au début du XXe siècle, l'Escaut était réputé pour contenir énormément de poissons, particulièrement des saumons à la belle saison. Les populations de poissons sont assez faibles maintenant.

#### Nappes phréatiques
La ville est située au-dessus d'un réseau abondant de nappes phréatiques du calcaire carbonifère.
Cette grande nappe phréatique du calcaire carbonifère dépasse les frontières régionales et nationales et est surexploitée. Elle ne connaît pas de frontière administrative. Ce sont d’abord les Français qui ont puisé excessivement, puis les Belges (côté francophone et néerlandophone) sans tenir compte l'un de l'autre. Le niveau piézométrique diminue d’un mètre par an depuis les années 1960 (bien que ce niveau ait tendance à stagner ces derniers temps). La nappe a ainsi perdu près de 70 mètres en 50 ans. Les trois régions (wallonne, flamande et Nord-Pas-de-Calais) ont aujourd'hui[Quand ?] instauré une concertation pour mettre fin à cette surexploitation qui entraîne des puits karstiques, plus connus sous le nom de « puits naturels », dans la région de Tournai.

#### Géologie
Tournai est situé sur un anticlinal, l'Anticlinal faillé du Mélantois-Tournaisis. Cette structure géologique est orientée est ouest et ses failles longitudinales sont pour la plupart décrochantes dextres. Elle s'ennoie à l'est et passe à une dépression synclinale au nord : le Synclinal de Roubaix.
L'Anticlinal faillé du Mélantois-Tournaisis est entaillé par la vallée de l'Escaut, ce qui fait qu'entre Tournai et Antoing, la roche calcaire affleure plus ou moins la surface du sol. Cette roche du socle paléozoïque est appelée « Calcaire de Tournai » et fait partie d'un étage du Carbonifère inférieur, appelé Tournaisien. C'est un calcaire argilo-siliceux formant un ensemble assez monotone de couches dont l'épaisseur totale dépasse les 300 mètres et est large d'environ 25 mètres.
La roche calcaire servit dès l'Antiquité de matériau de construction à la fois brute et taillée mais également transformée en chaux et en ciment. Elle est toujours exploitée à notre époque, même si de nombreuses carrières ont fermé.
L'ensemble de la région de Tournai est recouvert par des limons éoliens du Pléistocène (lœss). Le fond des vallées est colmaté partiellement par des alluvions anciennes (Pléistocène) et récentes (Holocène).

### Milieu naturel

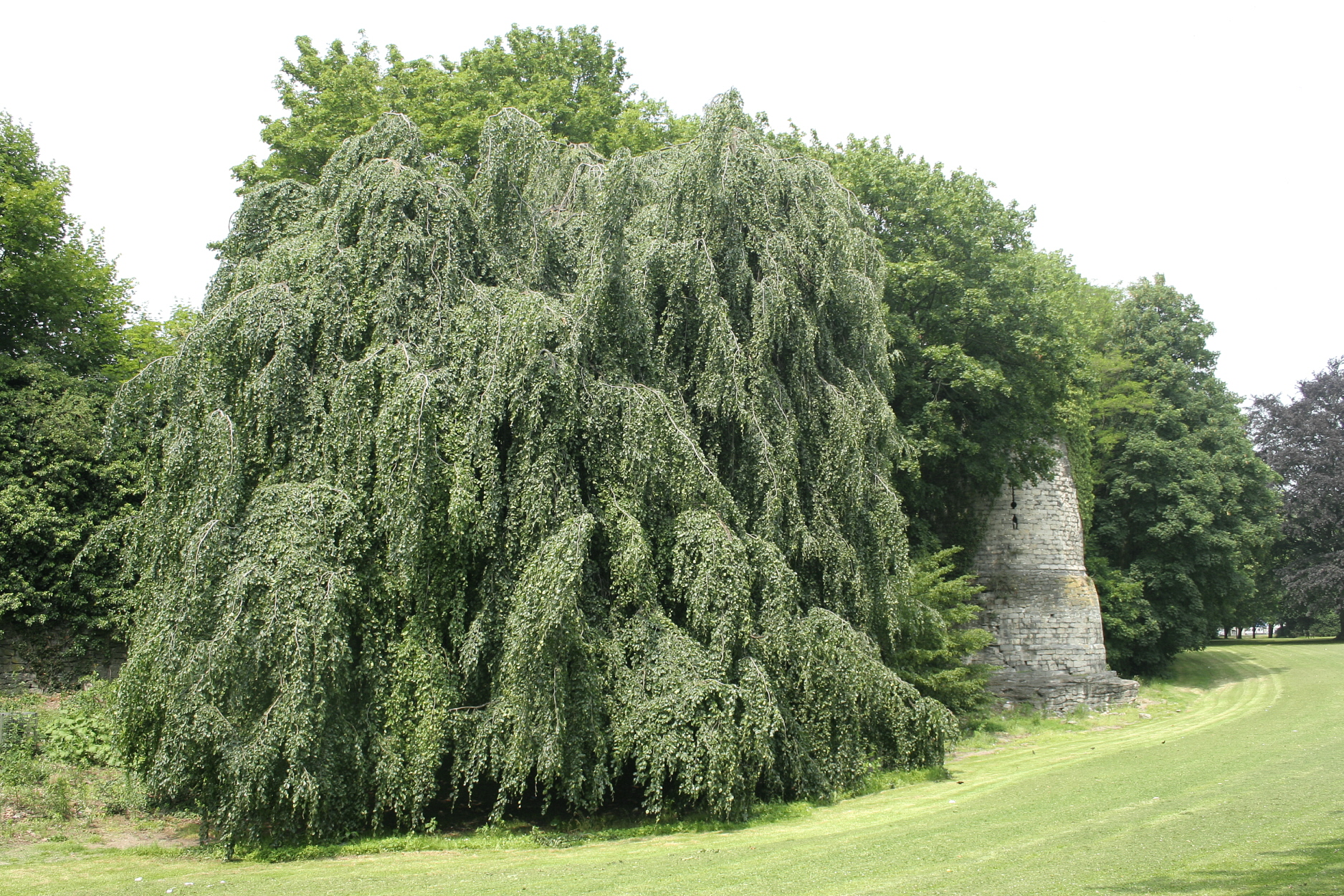
Seconde enceinte - XIIIe siècle.

Tournai se trouve entre deux parcs naturels, le parc naturel des Plaines de l'Escaut au sud et le parc naturel du Pays des Collines au nord-est. La région de Tournai a donc vocation à être une zone de liaison entre ces deux parcs naturels.
Il y a quelques types de milieux naturels dans la commune de Tournai : les parcs, les friches, les haies, les zones humides comme les marais du rieu d’amour, les anciennes carrières comme celle de « l’Orient », les rieus et fonds de vallée, et les espaces boisés.

### Climat
Tournai jouit d'un climat tempéré océanique. Les principaux traits de ce climat sont les faibles amplitudes thermiques saisonnières et des précipitations modérées tout au long de l'année.

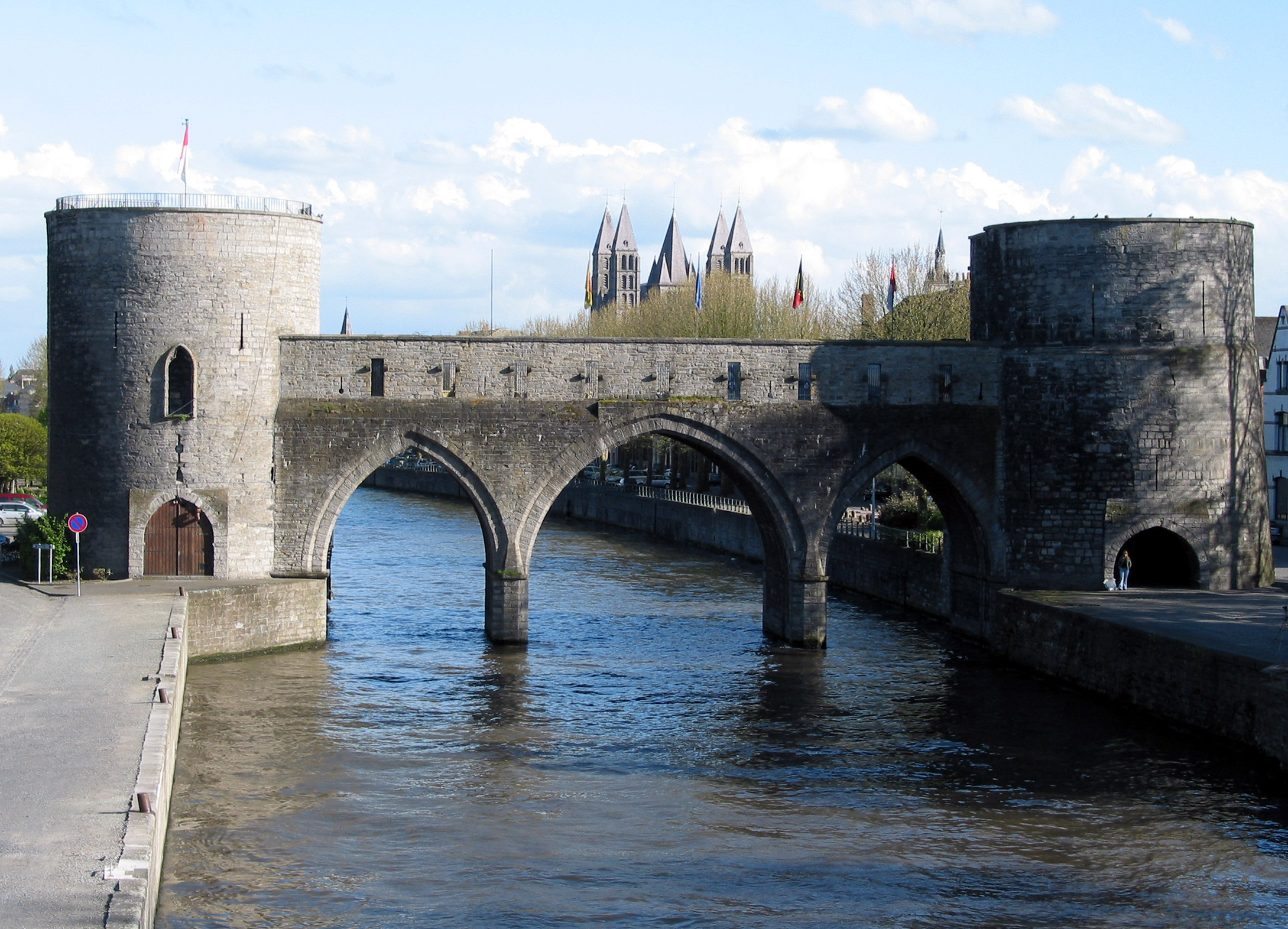
Vue sur l’Escaut, le pont des Trous, le beffroi et la cathédrale Notre-Dame.

## Étymologie
Le nom de la localité est attesté sous les formes Turris Nerviorum (au Ier siècle), Turnacum (vers 300), qui devient Turnaco (vers 365), ce qui signifie : lieu (suffixe celtique -āko(n) > -ACU) des collines (gaulois turno- « hauteur » [?], cf. breton torn-aot « hauteur du rivage », « falaise »),,. La racine *turn- « hauteur » serait préceltique pour Jean Loicq, celtique pour Xavier Delamarre.
Homonymie avec Tournai-sur-Dive et les nombreux Tournay, Tourniac, Tornac, etc. Le même élément turno- est identifiable dans Turno-magus > Tournon, *Turno-durum > Tonnerre.

## Histoire
Affiliations de Tournai à travers l'histoire
Gaule belgique Ier siècle–430
Francs Saliens 431–481
Mérovingiens 481–751
Carolingiens 751–843
Francie occidentale 843–987
 Maison de Flandre 987–1119
 Royaume de France 1119–1191
 Maison de Flandre 1191–1195
 Royaume de France 1195–1513
 Royaume d'Angleterre 1513–1519
 Royaume de France 1519–1521
 Pays-Bas des Habsbourg 1521–1556
 Pays-Bas espagnols 1556–1668
 Royaume de France 1668–1713
 Pays-Bas autrichiens 1714–1794
 République française 1794–1804
 Premier Empire de France 1804–1815
 Belgique 1830–1940
 Administration militaire de la Belgique 1940–1944
 Reichskommissariat Belgien-Nordfrankreich 1944
 Belgique 1944–...
La ville, fondée il y a plus de 2 000 ans, est d'origine gallo-romaine. Située sur la chaussée qui va de Boulogne à Cologne, elle est un poste important. Elle a changé bien souvent de culture dominante : gallo-romaine, franque (cité royale sous le règne de Childéric Ier et de Clovis Ier, et donc ainsi la première capitale du royaume franc).
Au IIIe siècle, saint Piat évangélise la ville qui passe au Ve siècle sous la domination des Francs Saliens. Aux alentours de 850, elle est intégrée dans le comté de Flandre, qui deviendra pays vassal du roi de France.
À partir de 1187, à la suite des luttes des Tournaisiens, la ville acquiert une certaine indépendance vis-à-vis du reste du comté en dépendant directement de la couronne de France (tandis que son pays, le Tournaisis, reste flamand jusqu’à son annexion par Philippe le Bel). Tournai résistera à deux tentatives d'annexion par les troupes du comte de Flandre en 1197 et 1213.
En 1214, la bataille de Bouvines se déroule non loin de Tournai.
En 1316, la ville connaît une grave crise alimentaire, due aux intempéries qui ont touché une partie de l'Europe occidentale en 1314/1315, engendrant une famine intense. Gilles le Muisit, abbé de Saint-Martin-de-Tournai, a décrit les conséquences de ces intempéries sur Tournai, dans ses Chronique et ses Annales.

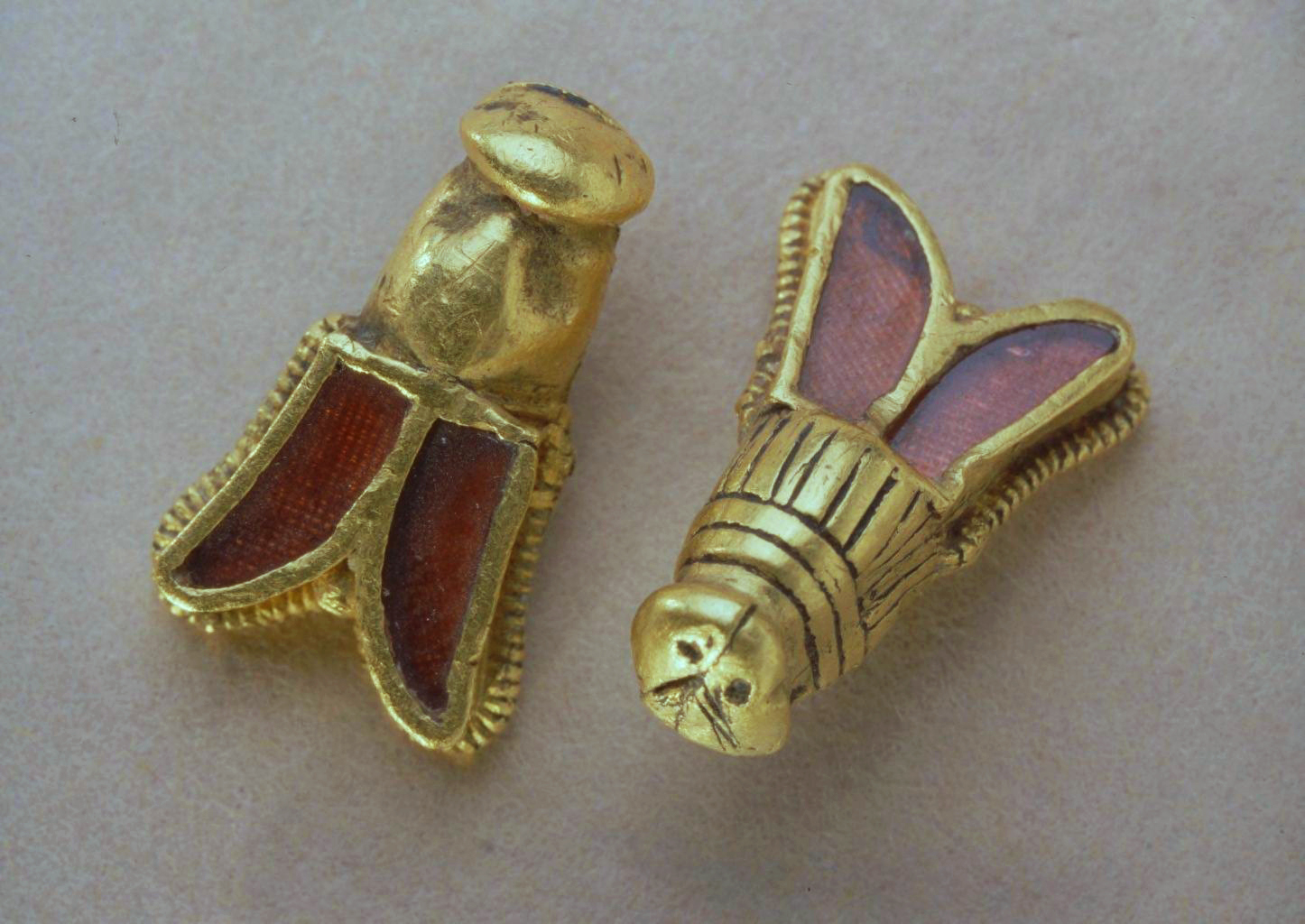
Ces bijoux appartenaient au trésor de Childéric Ier découvert en 1653 près du cimetière de l'église Saint-Brice et remis à Louis XIV par l'empereur d'Autriche.

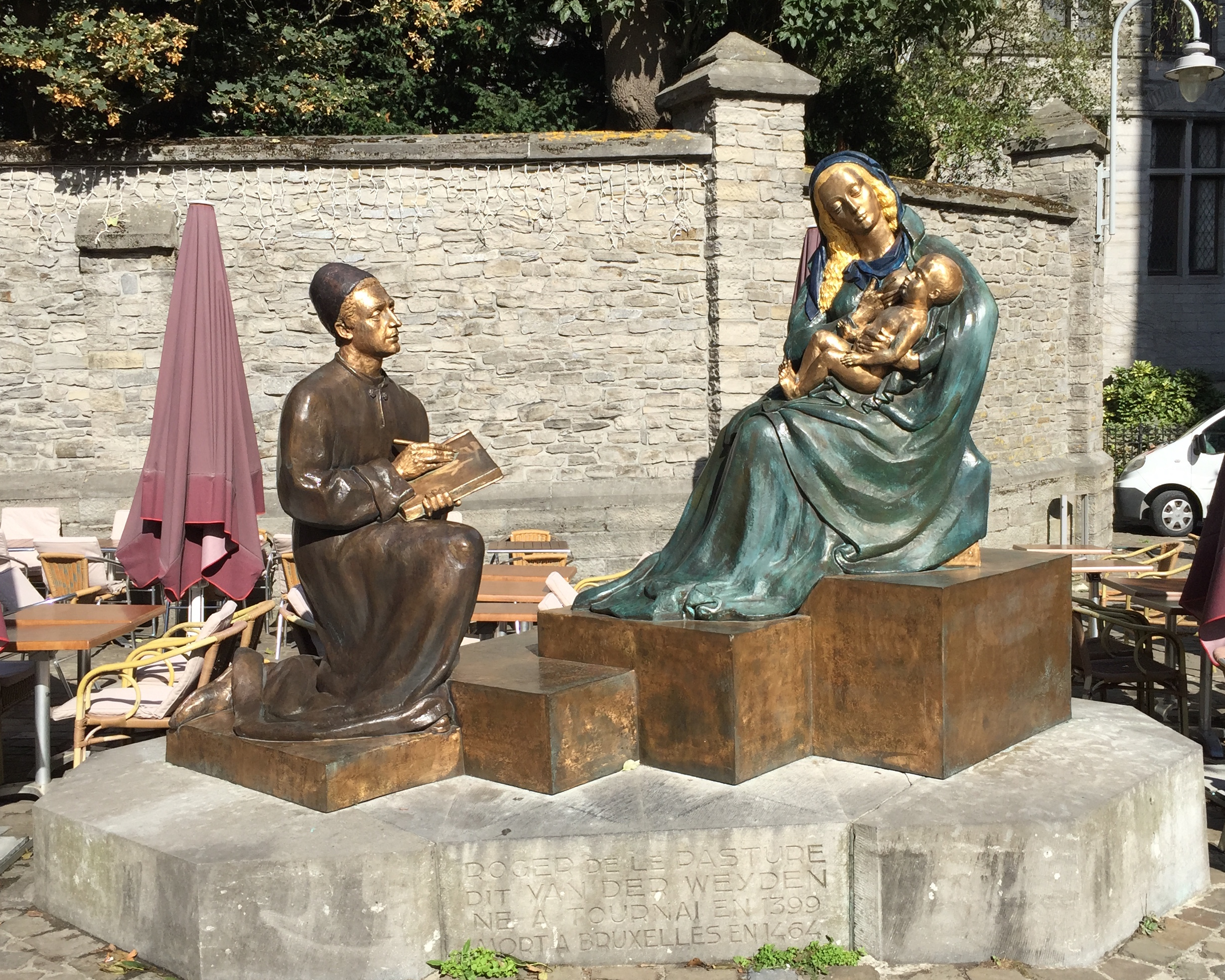
Monument de Marcel Wolfers (1936) érigé en hommage à Rogier Van der Weyden. Situé sur la place du Vieux Marché aux Poteries.

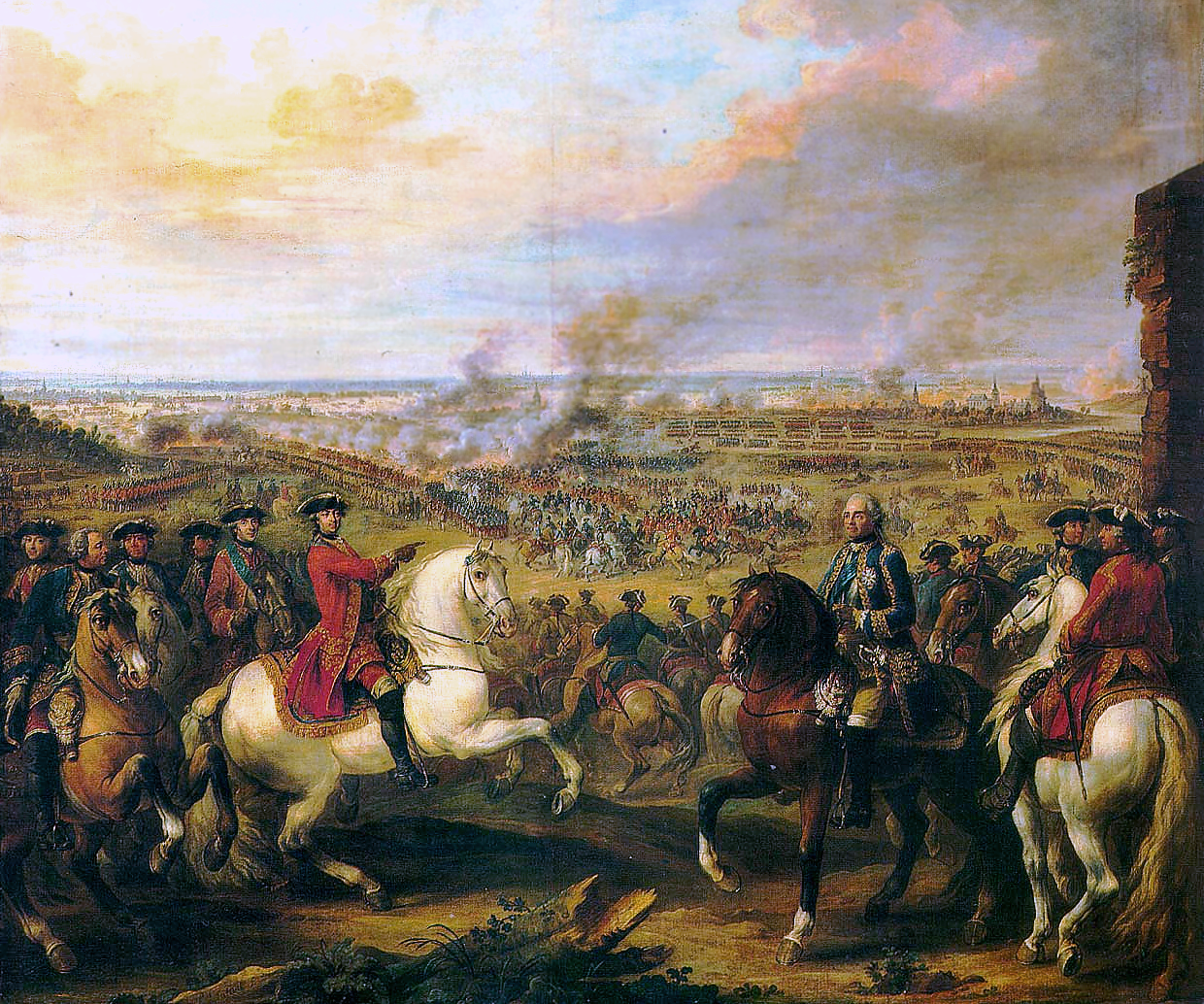
Pierre Lenfant (1747), La bataille de Fontenoy, le 11 mai 1745. Château de Versailles.

Au cours du XVe siècle, la ville est réputée pour sa production de tapisseries et pour ses peintres : Jacques Daret, Robert Campin et Rogier van der Weyden (d'abord appelé Roger de La Pasture). Commune libre et petite république à la manière des villes italiennes, la ville est convoitée par Henri VIII qui s'en empare en 1513 et y fait construire des fortifications (Tour Henri VIII). Tournai a alors une représentation au Parlement d'Angleterre. Henri VIII doit toutefois rendre la ville au royaume de France en 1519 à la suite du traité de Londres (1518).
En 1521, le siège de la ville la fait passer aux mains de Charles Quint. Tournai rejoint ainsi les Pays-Bas espagnols. Au XVIe siècle, Tournai, surnommée la Genève du Nord, est le foyer de la résistance contre le régime espagnol dans les provinces wallonnes des Pays-Bas. Elle est également le siège d'une université. La ville, où les protestants sont majoritaires, ratifie l'Union d'Utrecht.
Elle est reconquise par les Espagnols, en 1581, après une résistance héroïque sous la direction de Christine de Lalaing. La répression qui s'ensuit provoque l'exil d'une grande partie de la population.
Louis XIV la conquiert en 1668, mais doit la rétrocéder aux Pays-Bas méridionaux qui passent, à ce moment (1713), des Habsbourg d'Espagne aux Habsbourg d'Autriche. À partir de cette date, la cité connaîtra le même sort que l'ensemble des Pays-Bas autrichiens. Toutefois, aux termes du traité de la Barrière, les Provinces-Unies obtiennent le droit d'établir des places fortes dans plusieurs villes des Pays-Bas autrichiens, dont Tournai. Sous la protection de la garnison néerlandaise, une église wallonne s'implante, qui accueille lors des fêtes chrétiennes la diaspora protestante française du Hainaut français et de Picardie dont le culte est interdit en France à la suite de la révocation de l'édit de Nantes. Ce système durera jusqu'en 1785.
En 1745 a lieu la bataille de Fontenoy (village situé à plus ou moins 10 km de Tournai), qui se solde par la victoire française contre les troupes anglaises et autrichiennes.
La ville est conquise par la France sous la Révolution et l’Empire. Après la défaite de Napoléon à Waterloo, elle est rattachée au royaume des Pays-Bas en 1815.
En 1830, la ville de Tournai est intégrée dans la Belgique indépendante.
Au début de la Seconde Guerre mondiale, les bombardements de la ville par l'aviation allemande puis américaine détruisent une grande partie du centre historique. Par la suite, la ville fut un réel lieu de passage, surtout au niveau de l'aviation militaire.

## Armoiries
|  | Blason de Tournai avec la couronne murale reconnu en 1931 et confirmé en 1979. Blasonnement : De gueules à la tour d’argent ouverte, crénelée d’une pièce et de deux demies, à la herse levée du même, percée de deux meurtrières, maçonnées de sable, au chef cousu d’azur chargé de trois fleurs de lis d’or rangées, l’écu timbré d’une couronne murale d’or à cinq créneaux. - Délibération communale : 23 mai 1977 - Arrêté royal : 8 juin 1979 - Moniteur belge : 12 septembre 1979 |
|  | Un diplôme néerlandais du 31 mars 1824, confirmé par un arrêté royal de 1838, accordait à Tournai les armoiries suivantes : Blasonnement : De gueules à un fort d’argent, donjonné de 3 tours de même, au chef cousu d’azur chargé de 3 fleurs de lis d’or ; l’écu timbré d’une couronne d’or. - AR 10 mars 1834 |
|  | Parc de l’hôtel de ville - Pierre décorée du blason de la ville. |

## Démographie

### Démographie: avant la fusion des communes
- Source : INS recensements population.

### Démographie: commune fusionnée
En tenant compte des anciennes communes entraînées dans la fusion de communes de 1977, on peut dresser l'évolution suivante :
- Source : INS, de 1831 à 1981 = recensements population ; à partir de 1990 = nombre d'habitants chaque 1er janvier[11].

## Politique et administration

### Conseil et collège communal 2024-2030
| Collège communal   |                         |             |
| Bourgmestre        | Marie-Christine Marghem | MR          |
| 1er Échevin        | Benjamin Brotcorne      | Les Engagés |
| 2e Échevine        | Coralie Ladavid         | Ecolo       |
| 3e Échevin         | Vincent Lucas           | MR          |
| 4e Échevine        | Delphine Delaunois      | Les Engagés |
| 5e Échevine        | Caroline Miotri         | Ecolo       |
| 6e Échevin         | Emmanuel Vandecaveye    | MR          |
| 7e Échevine        | Natacha Duroisin        | Les Engagés |
| Présidente du CPAS | Héloïse Renard          | MR          |

### Liste des bourgmestres
| Mandat | Mandat      | Bourgmestre                                                |
| ------ | ----------- | ---------------------------------------------------------- |
|        | 1804 - 1818 | Charles de Rasse                                           |
|        | 1818 - 1824 | Idesbalde Vander Gracht (nl)                               |
|        | 1824 - 1830 | Bernard de Bethune Hesdigneul (nl)                         |
|        | 1830 - 1831 | Charles Le Hon                                             |
|        | 1831 - 1848 | Désiré de Hults (nl)                                       |
|        | 1848 - 1852 | Augustin Dumon-Dumortier (Parti libéral)                   |
|        | ...         |                                                            |
|        | 1855 - 1868 | Alphonse de Rasse                                          |
|        | 1868 - 1872 | Léopold Fontaine (nl) (bourgmestre faisant fonction - ff.) |
|        | 1872 - 1883 | Louis Crombez (Libéral)                                    |
|        | 1883 - 1907 | Victor Carbonnelle (Libéral)                               |
|        | 1907 - 1908 | Jules Boucher (nl) (ff.)                                   |
|        | 1908 - 1918 | Alphonse Stiénon du Pré (Parti catholique)                 |
|        | 1918 - 1919 | Ambroise Derick (nl) (ff.)                                 |
|        | 1919 - 1925 | Edmond Wibaut (nl) (Catholique)                            |
|        | 1925 - 1927 | Albert Asou (Libéral)                                      |

| Mandat | Mandat             | Bourgmestre                                         |
| ------ | ------------------ | --------------------------------------------------- |
|        | 1927 - 1933        | Edmond Wibaut (Catholique)                          |
|        | 1933 - 1940        | Albert Asou (Libéral)                               |
|        | 1940               | Emile Derasse (nl) (Libéral)                        |
|        | 1940               | Charles Mauroy (nl) (ff.)                           |
|        | 1940 - 1944        | Louis Casterman                                     |
|        | 1944 - 1956        | Emile Derasse (Libéral)                             |
|        | 1956 - 1959        | Jules Hossey (nl) (Parti Socialiste Belge)          |
|        | 1959 - 1968        | Louis Casterman                                     |
|        | 1968 - 1970        | Jean Hachez (nl) (Parti Social Chrétien)            |
|        | 1971 - 1976        | Fernand Dumont (PSC)                                |
|        | 1977 - 1992        | Raoul Van Spitael (nl) (Parti Socialiste Belge)     |
|        | 1992 - 2000        | Roger Delcroix (nl) (PS)                            |
|        | 2001 - 2012        | Christian Massy (PS)                                |
|        | 2013 - 2018        | Rudy Demotte (PS) Paul-Olivier Delannois (PS - ff.) |
|        | 2019 - 2024        | Paul-Olivier Delannois (PS)                         |
|        | 2024 - aujourd'hui | Marie-Christine Marghem (MR)                        |

## Patrimoine

### Plusieurs abbayes
- L'abbaye Saint-Martin, fondée vraisemblablement au VIIe siècle, s'est maintenue jusqu'en 1796. Le maître-autel de son église détruite a été transféré à la cathédrale de Tournai. Plusieurs confessionnaux sont à l'église Saint-Jacques et à l'église Saint-Nicolas. Le palais abbatial, érigé en 1763 par Laurent-Benoît Dewez, est maintenant l'hôtel de ville de Tournai[13].
- L'abbaye de Saint-Médard est le nom que porte actuellement l'ancienne abbaye Saint-Nicolas-des-Près.
- L'abbaye Saint-Nicolas-des-Prés, fondée en 1125 sur la colline Saint-Médard, occupait, lors de la Révolution française, les bâtiments de l'actuel séminaire épiscopal[13].

### Architecture religieuse
- La cathédrale Notre-Dame.
- L'église Saint-Quentin.
- L'église Sainte-Marie-Madeleine de style gothique, est désaffectée depuis plusieurs décennies. Gauthier de Marvis, alors évêque de Tournai, souhaita la construction de cette église. Le chœur et le transept de l'édifice remontent au XIIIe siècle alors que les tours de la façade datent du XIVe siècle. La vie de sainte Marie Madeleine est retracée par les panneaux de bois sculptés du retable du maître-autel. Il s'y trouve un orgue Delmotte datant de 1897 et comportant 17 jeux sur 2 claviers et pédalier.
- L'église Sainte-Marguerite, désaffectée depuis les années 1960 et vendue en 2004. (Le plus récent projet concernant ces deux dernières églises est leur éventuelle transformation en logements à caractère social.) Elle fut construite en 1760 sous l'égide du supérieur des religieux de Saint-Médard, l'abbé Jean-Baptiste Vanderheyden, afin de remplacer une église plus ancienne mais détruite par un incendie en 1733. Cette particularité fait que l'église Sainte-Marguerite est composée de deux styles d'architecture distincts : le gothique pour la tour du XIVe siècle et le néoclassique pour le corps principal et la façade du XVIIIe siècle. En 1965, elle fut rattachée à la paroisse Saint-Jacques ; puis, connut une restauration en 1998. Elle possédait un grand orgue Merklin de 19 jeux répartis sur 2 claviers et pédalier qui était vendu[pas clair] (maintenant est dans l'église Saint-Martin à Callosa de Segura (Espagne). En octobre 2012, l’église est vendue à un promoteur et entrepreneur. Des travaux de transformation et de rénovation de l’église sont confiés à un architecte de Tournai. Les travaux envisagés concernent la création d'appartements et d'un espace public.
- L'église Saint-Jacques.
- L'église Saint-Phocas, ancienne église catholique Saint-Lazare, devenue une église orthodoxe du Patriarcat de Constantinople.
- L'église Saint-Piat a été édifiée au XIIe siècle à l'emplacement d'une basilique mérovingienne du VIe siècle. Elle doit son nom à saint Piat, premier missionnaire chrétien à Tournai, qui fonda la première église de la ville, dont l'évêque sera saint Éleuthère.
- L'église des Rédemptoristes.
- L'église Saint-Brice. D'abord hésitant, car nourrissant des ressentiments vis-à-vis de saint Martin (son prédécesseur), saint Brice, évêque de Tours, se décida à faire construire une chapelle en 437 à l'emplacement où sera érigée plus tard l'église médiévale portant son nom. Le 27 mars 1653, le tombeau de Childéric Ier, père de Clovis, fut découvert à côté de la dite église.
- L'église Saint-Jean.
- L'église Saint-Nicolas.
- Le séminaire de Tournai.

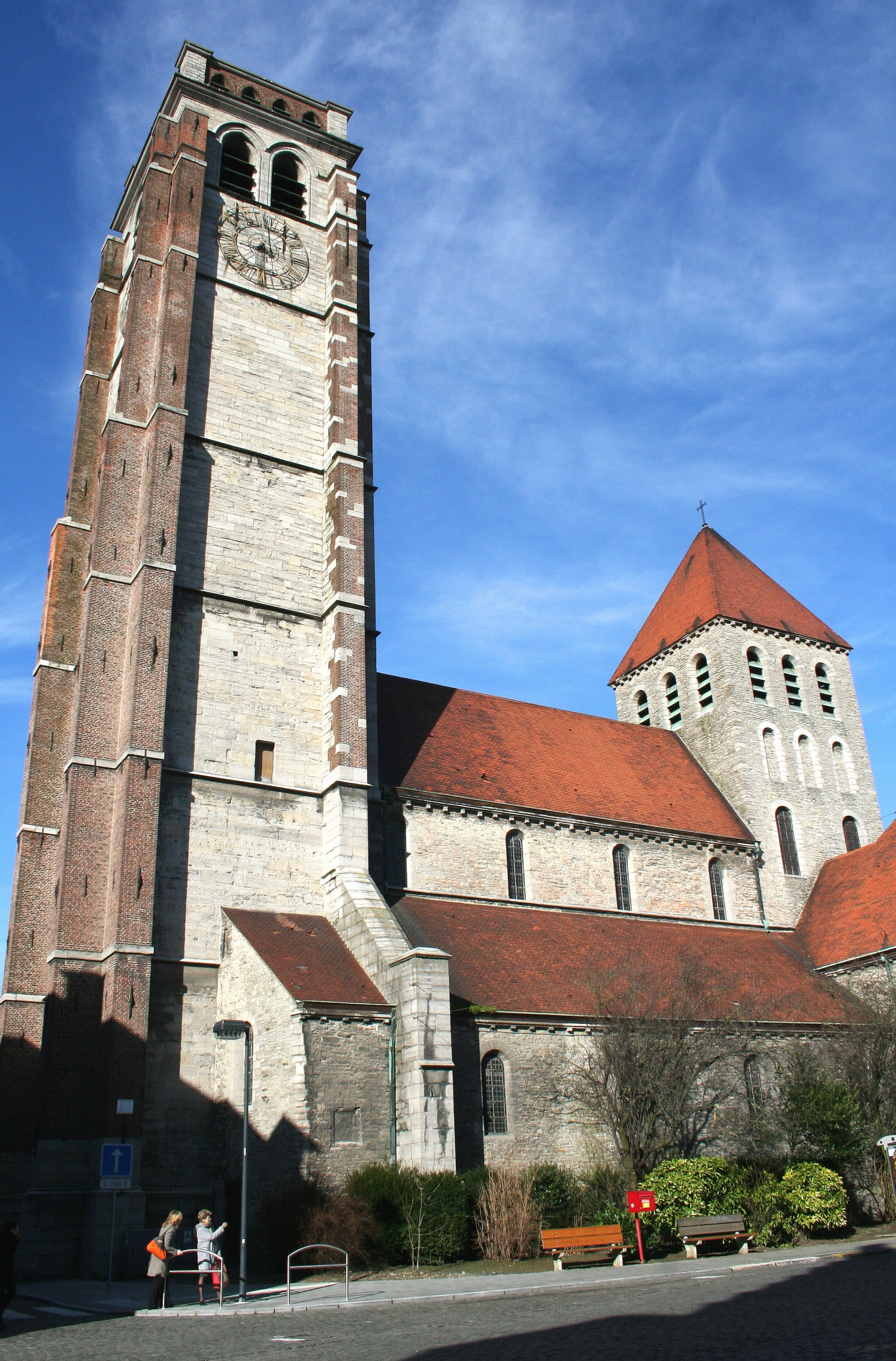
L'église Saint-Brice.
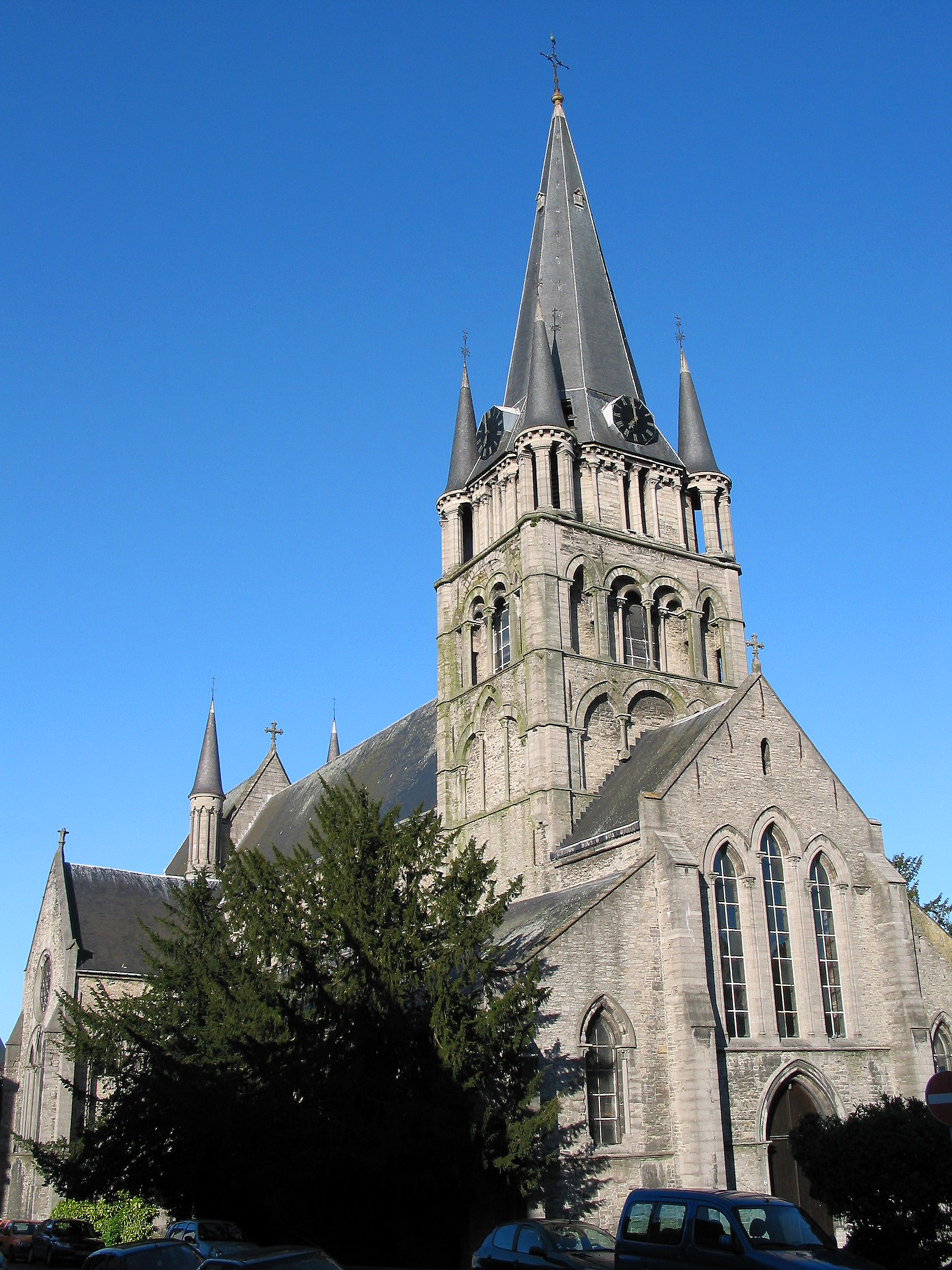
L'église Saint-Jacques.
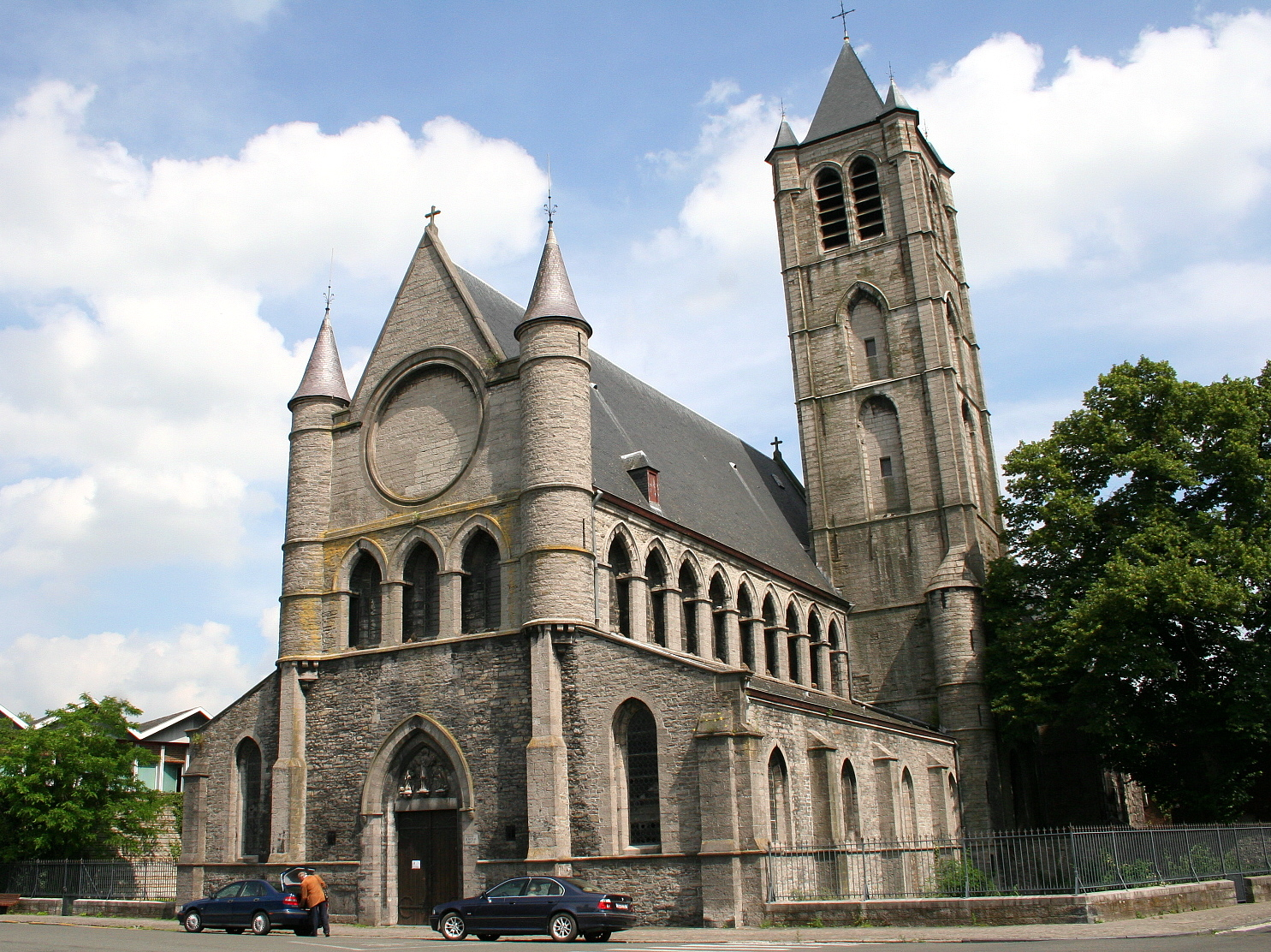
L'église Saint-Nicolas.
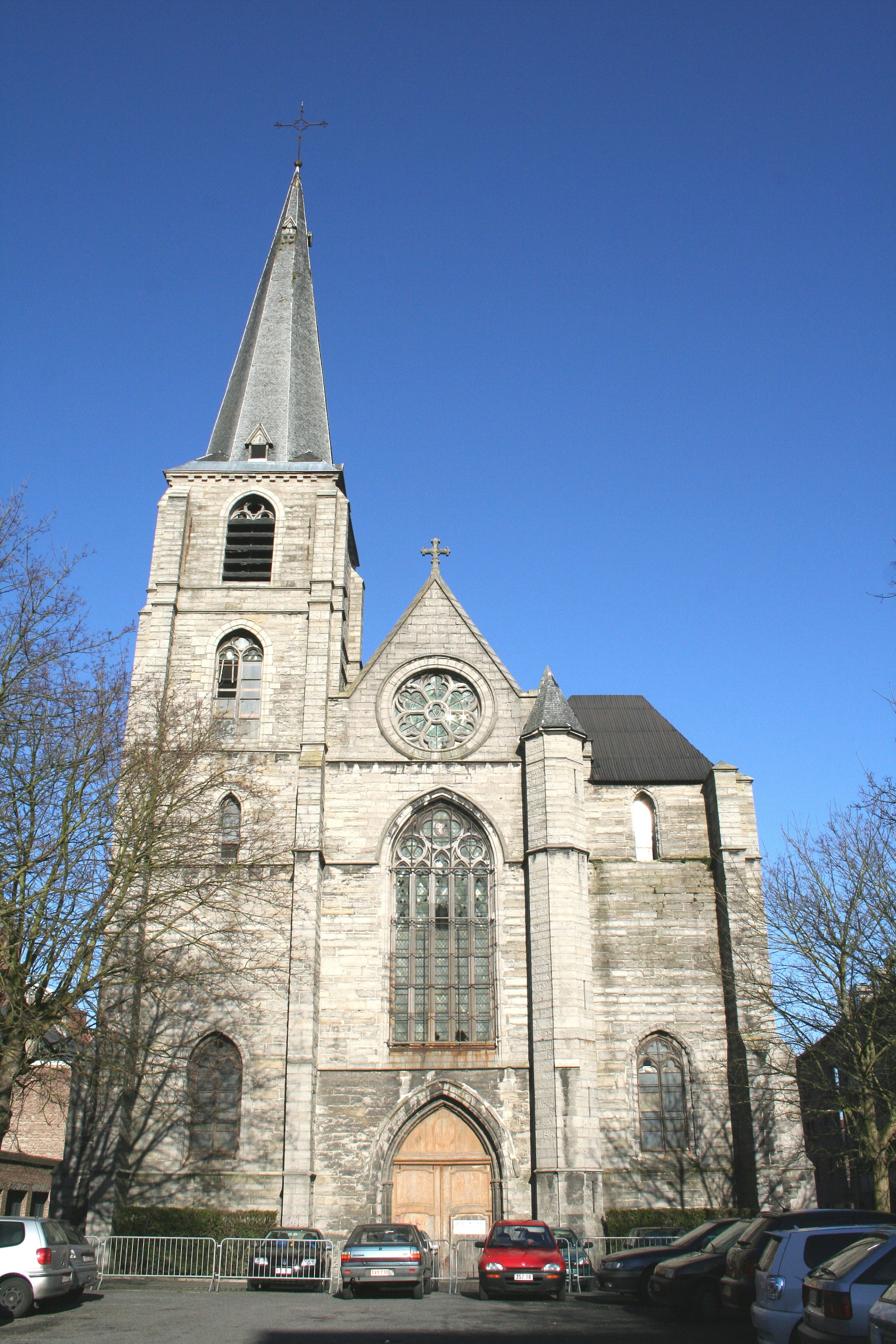
L'église Sainte-Marie-Madeleine.
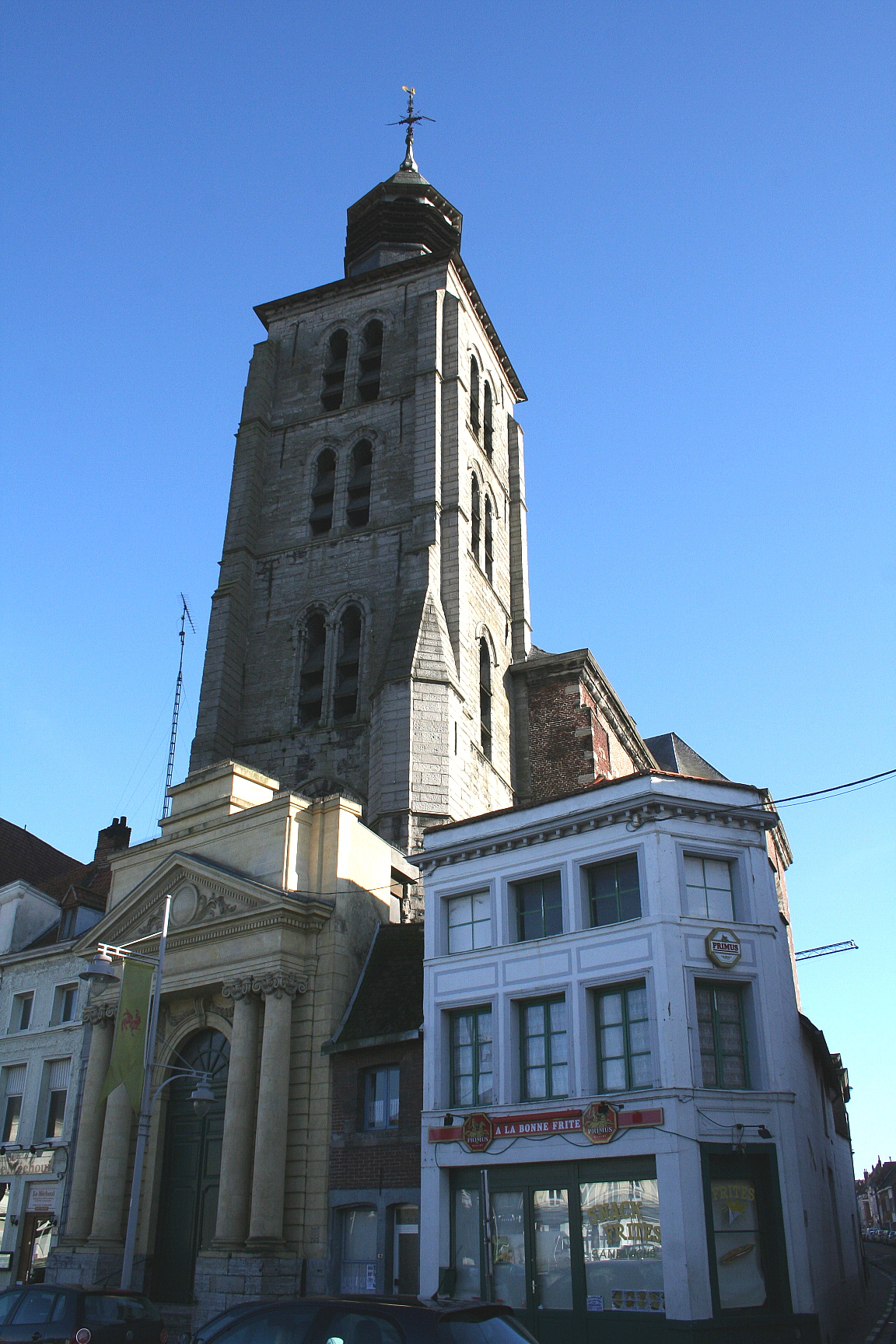
L'église Sainte-Marguerite.
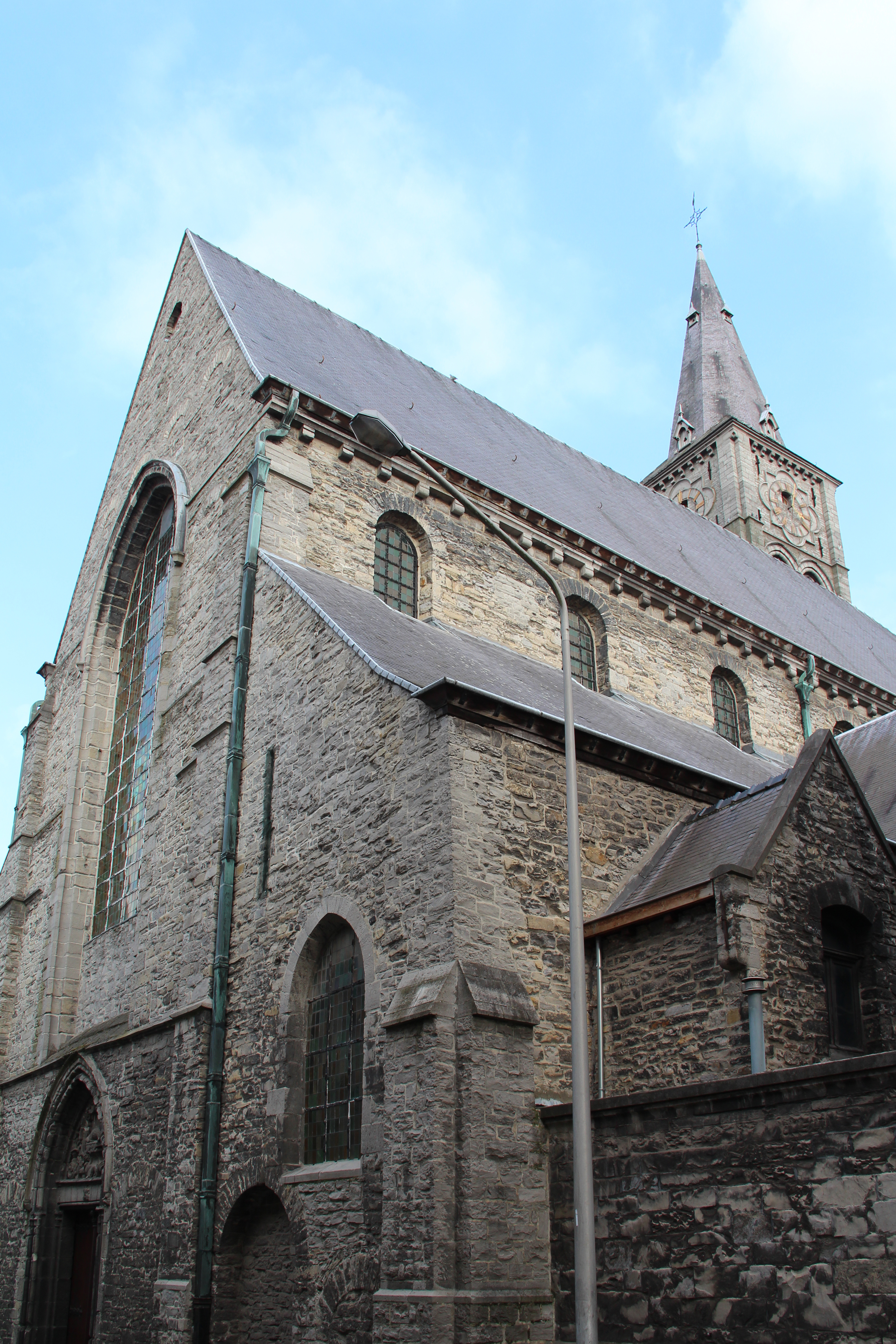
L'église Saint-Piat.
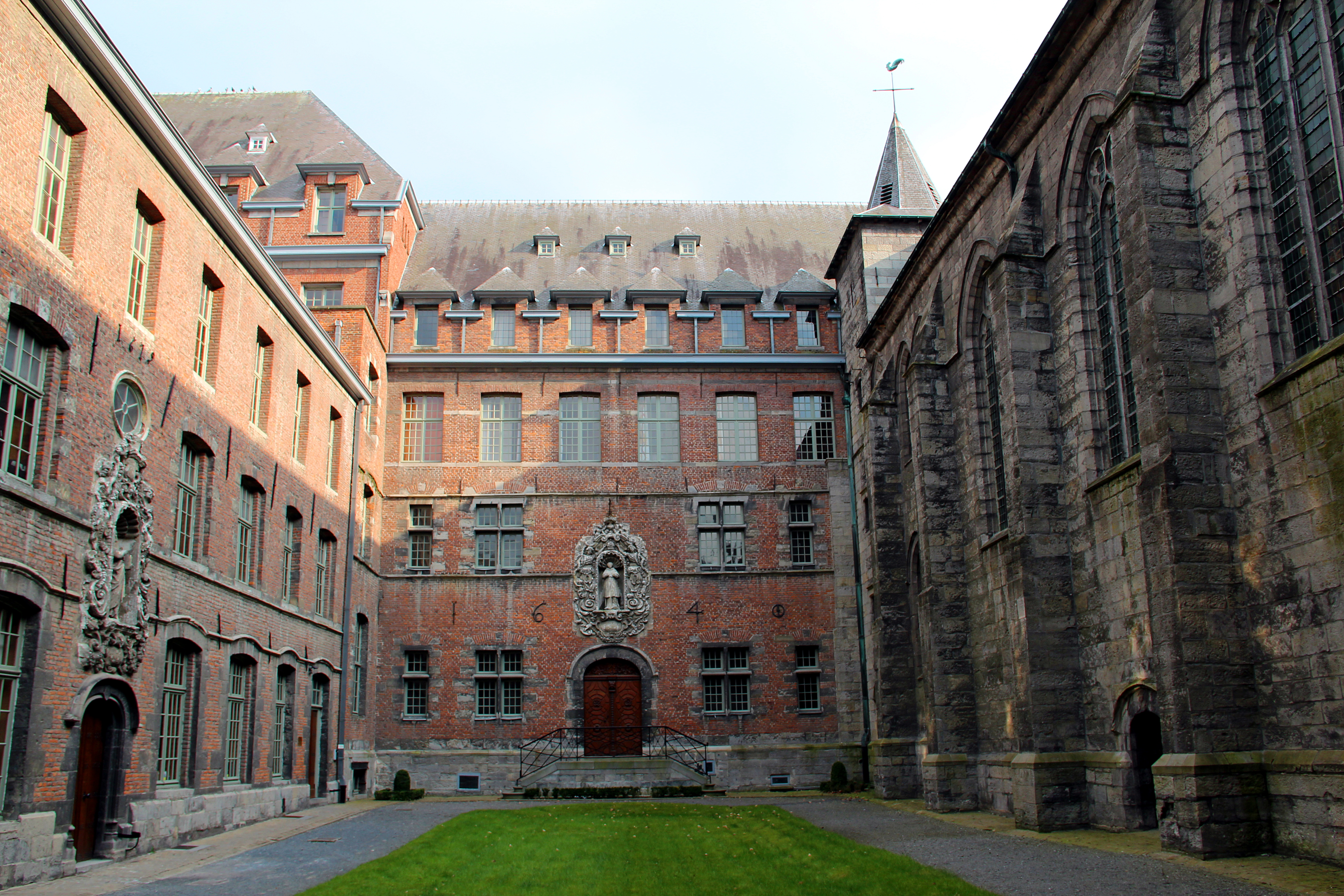
Le séminaire de Tournai.
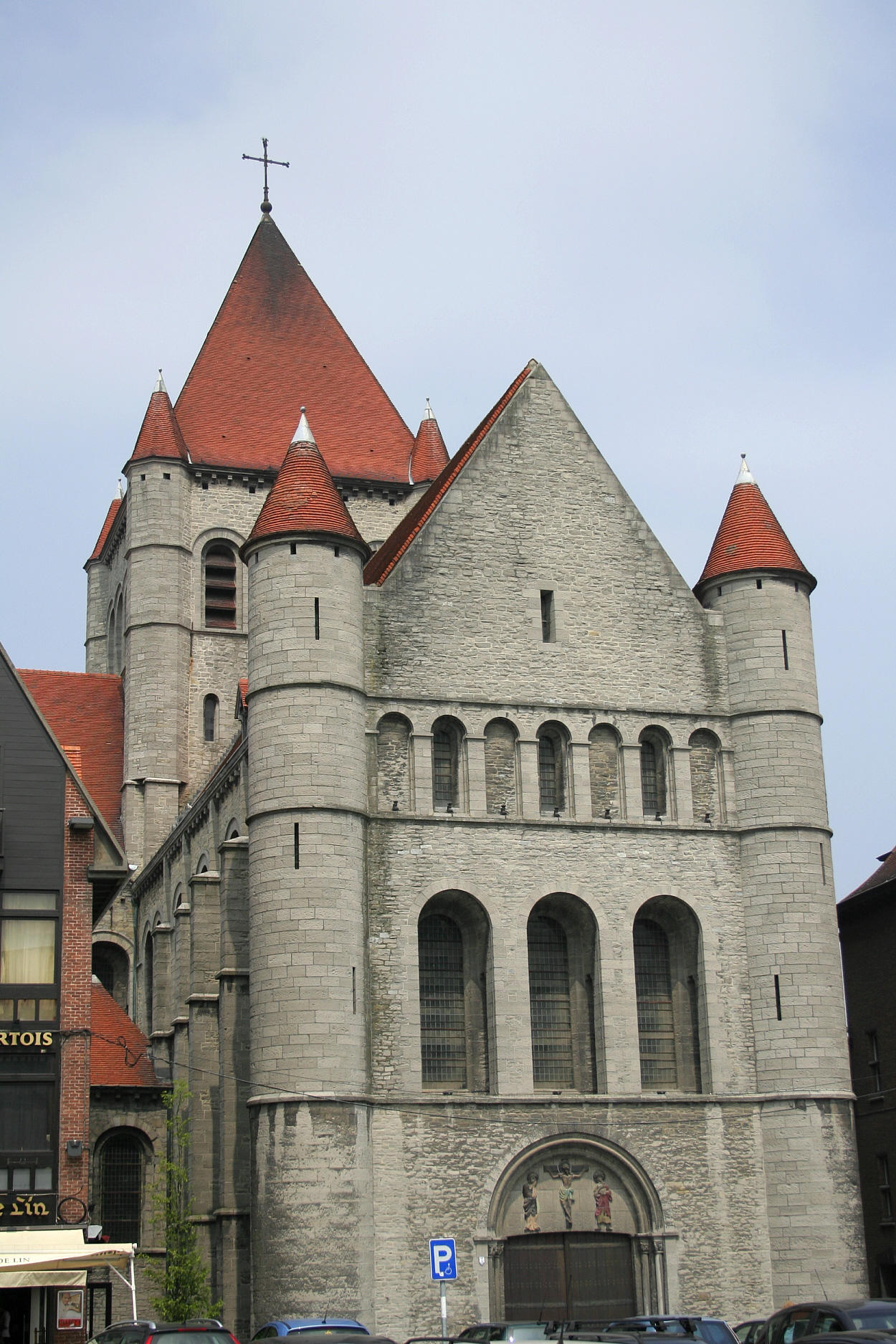
L'église Saint-Quentin.

### Architecture civile
- Le beffroi
- La Halle aux Draps
- L'Hôtel de ville qui est le palais abbatial de l'ancienne abbaye Saint-Martin.
- Les maisons romanes, rue Barre Saint-Brice no 12-14, datant du XIIe siècle.
- Les maisons des Jésuites, rue des Jésuites, 12 à 16, datant du début du XIIIe siècle.
- Le quartier de la gare comprenant plusieurs maisons de style Art nouveau.

Un plan-relief de la ville de Tournai a été établi en 1701 par l'ingénieur Jean François de Montaigu. L'original composé de 11 tables (654 × 580 cm) se trouve au sous-sol du musée des beaux-arts de la ville de Lille. Il en existe une copie récente au Musée du Folklore de la ville de Tournai.

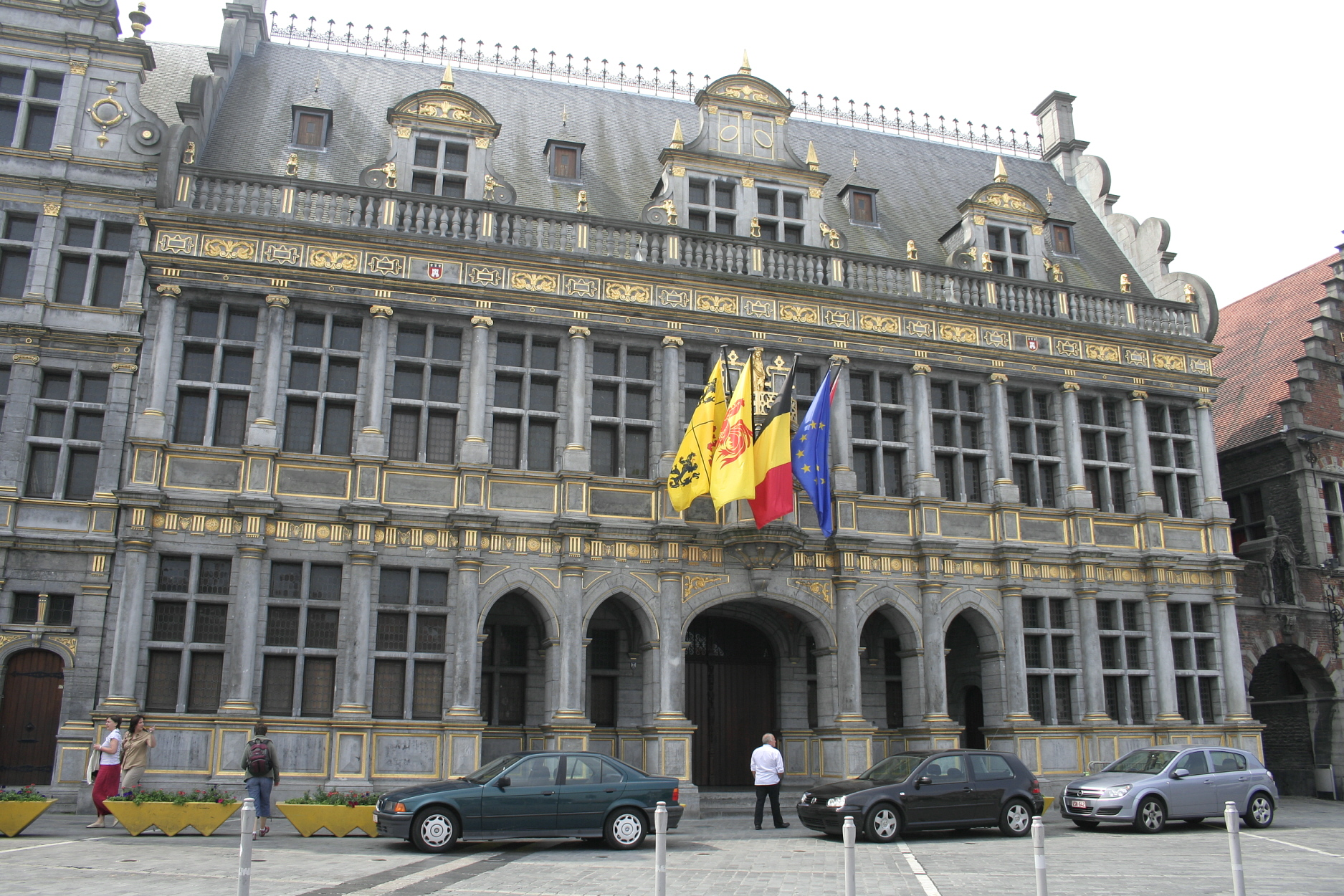
La Halle aux Draps
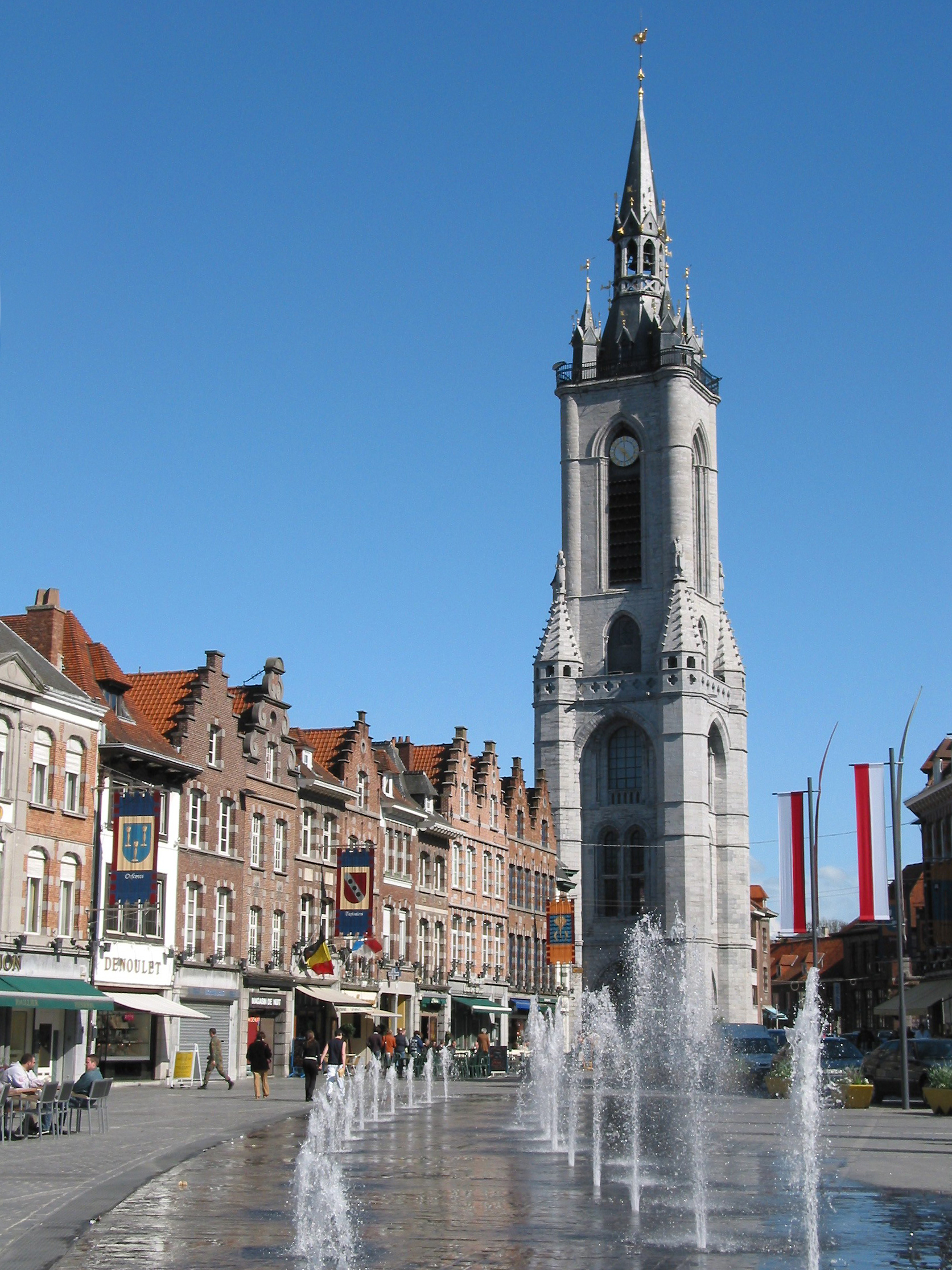
Le beffroi.
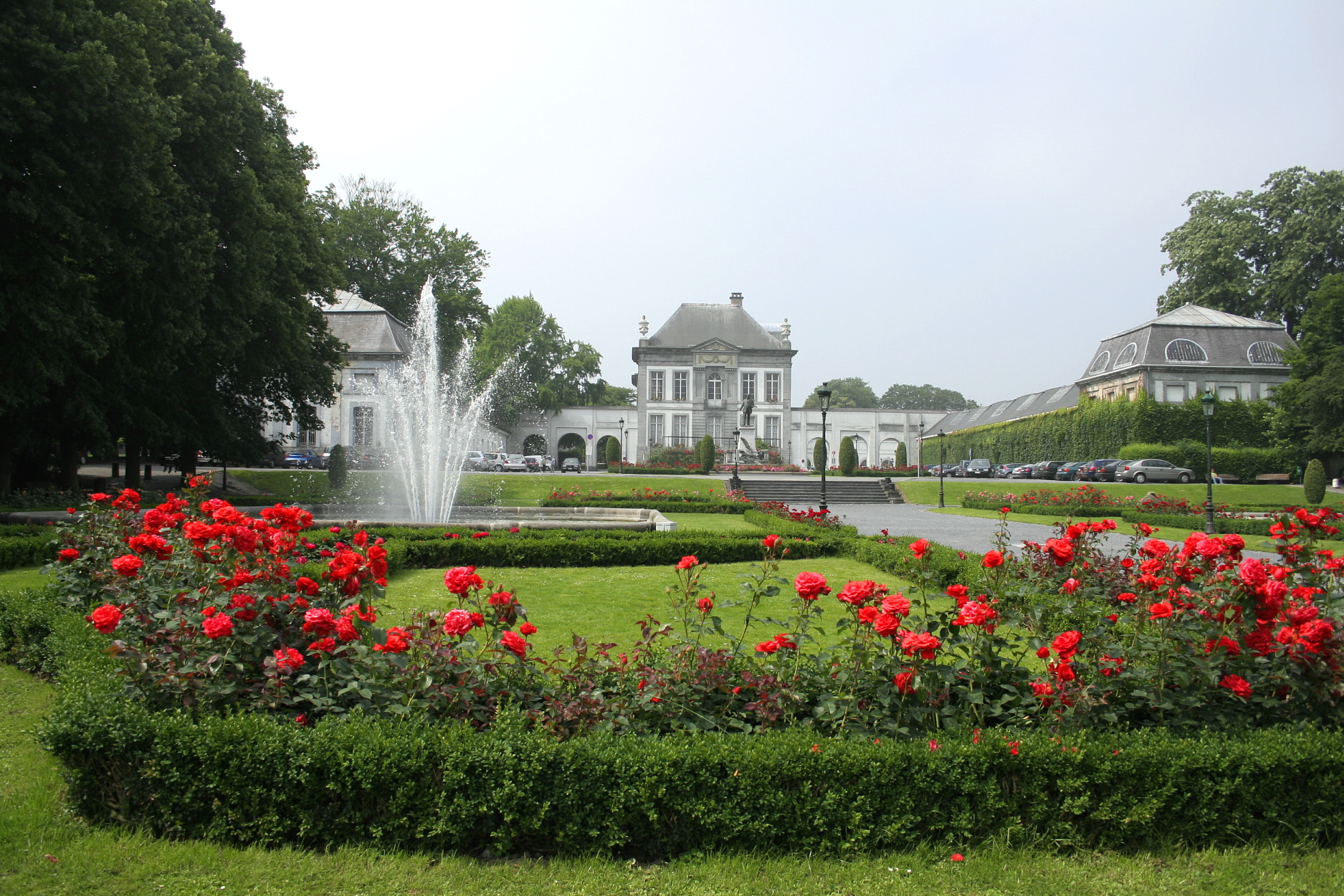
L'ancien pâlais abbatial et actuel Hôtel de ville.
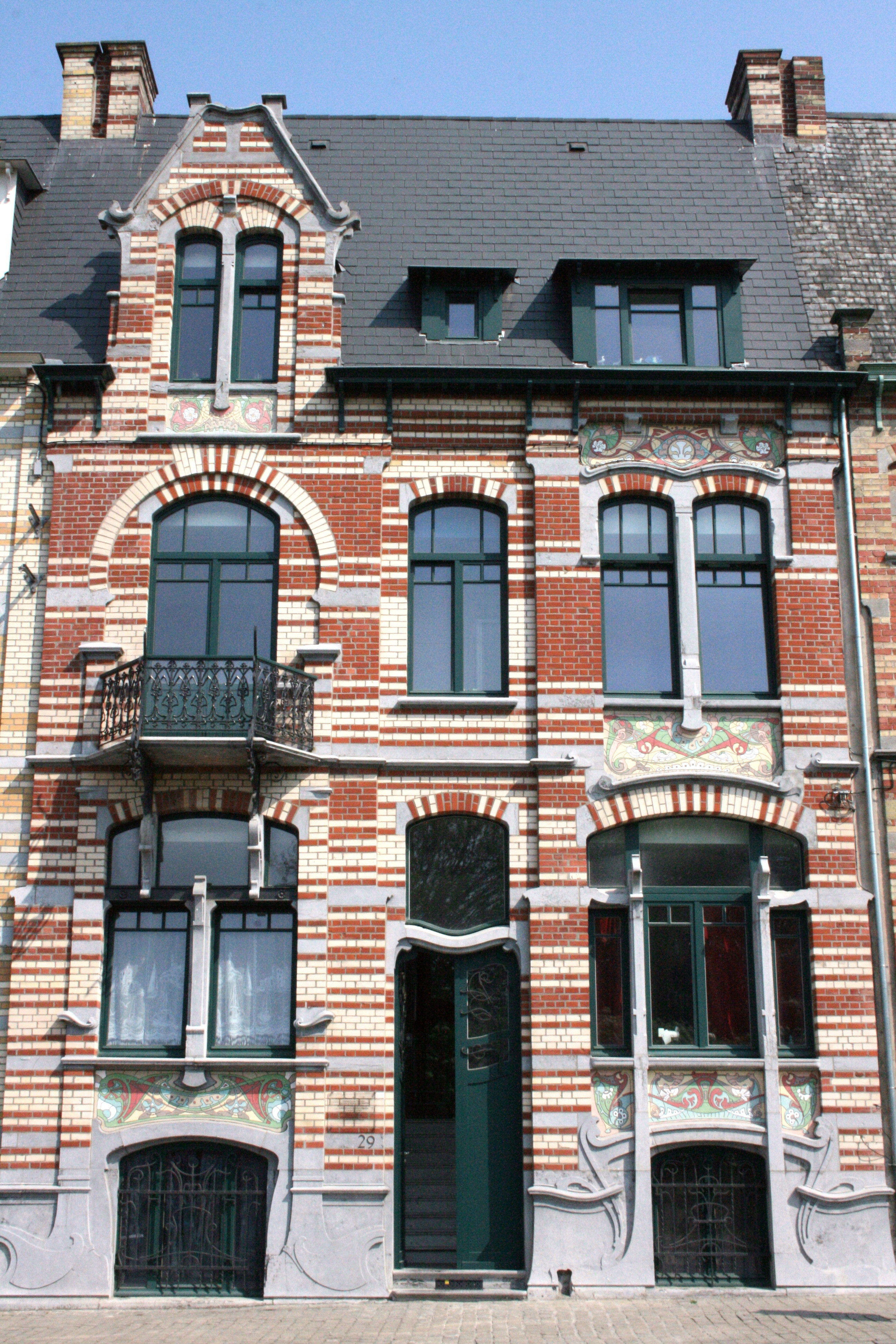
Art nouveau à Tournai : Avenue Van Cutsem, 29

### Ensembles architecturaux

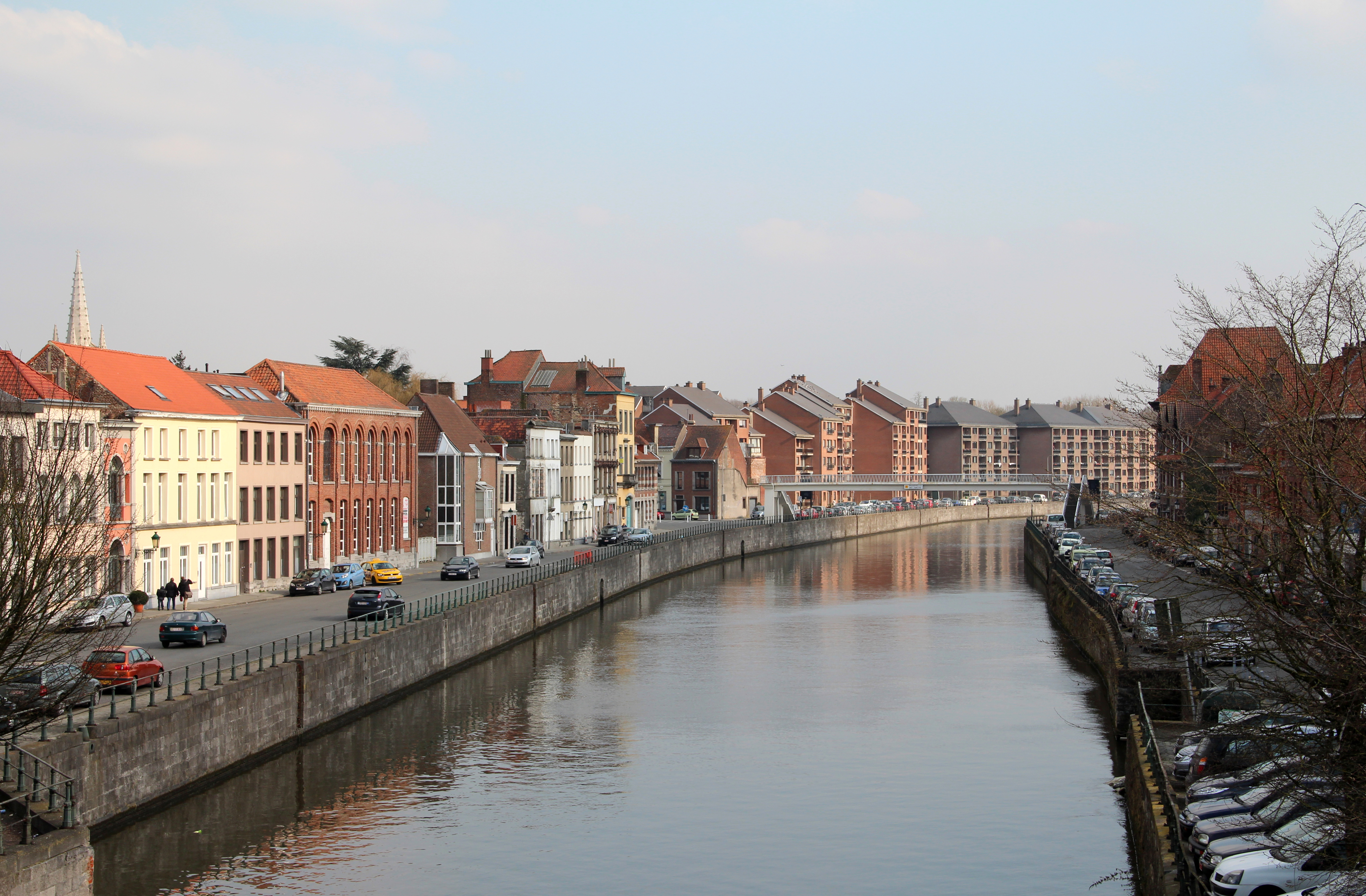
Les quais.

- La Grand-Place
- Les quais

### Architecture militaire

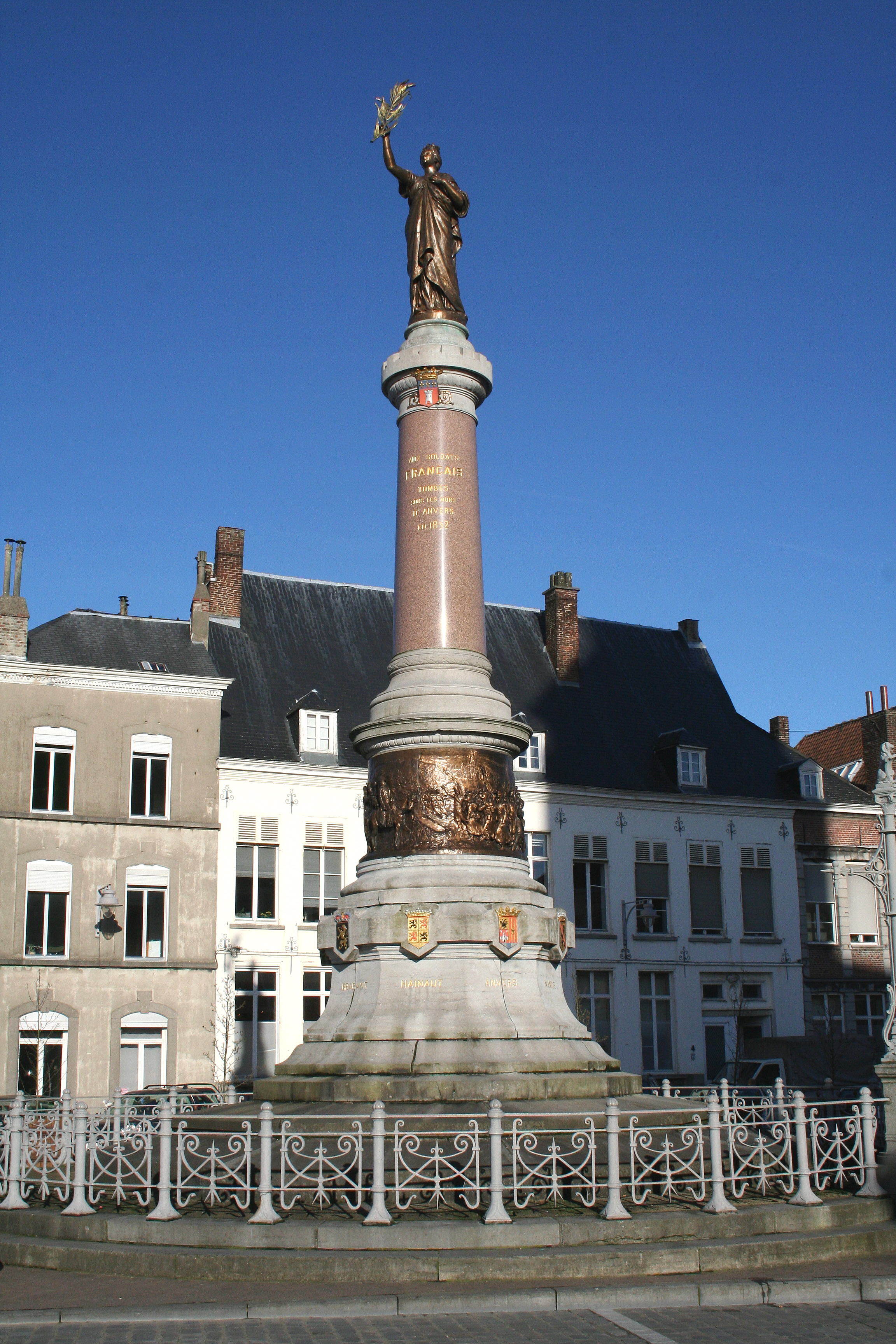

- Le pont des Trous.
- La tour Henri VIII
- Les fortifications
- Le fort Rouge
- La citadelle (caserne Ruquoy)

### Musées
- Le musée d'archéologie
- Le musée royal d'armes et d'histoire militaire
- Le musée des beaux-arts
- Le musée d'histoire naturelle
- Le musée d'histoire et des arts décoratifs
- Le musée de la tapisserie et des arts du tissu
- La Maison tournaisienne ou musée de folklore
- La Maison de la marionnette

### Éléments urbains, statues et monuments

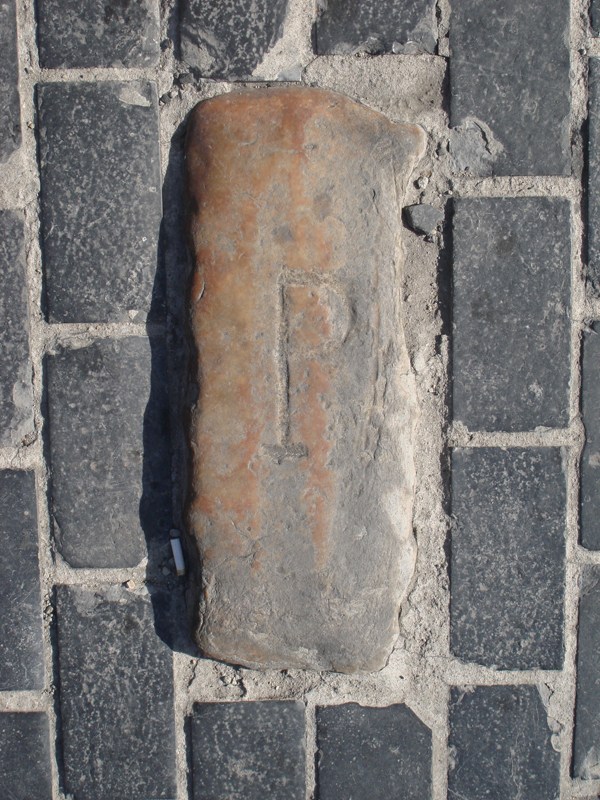
Le pavé P de Tournai est situé au milieu de la placette du Bas Quartier parmi un pavage plus récent.

Le « Pavé P de Tournai » est un ancien pavé de pierre sur lequel est gravée la lettre P. Il est situé au milieu de la placette du Bas Quartier, dans le centre historique de la ville. Lors de la transformation de cette placette en zone piétonne dans les années 1980, la décision est prise de garder cet élément particulier.
- La statue de Barthélémy Dumortier
- Groupe des aveugles de Guillaume Charlier

- Monument à Jean Noté
- La statue de Louis Gallait

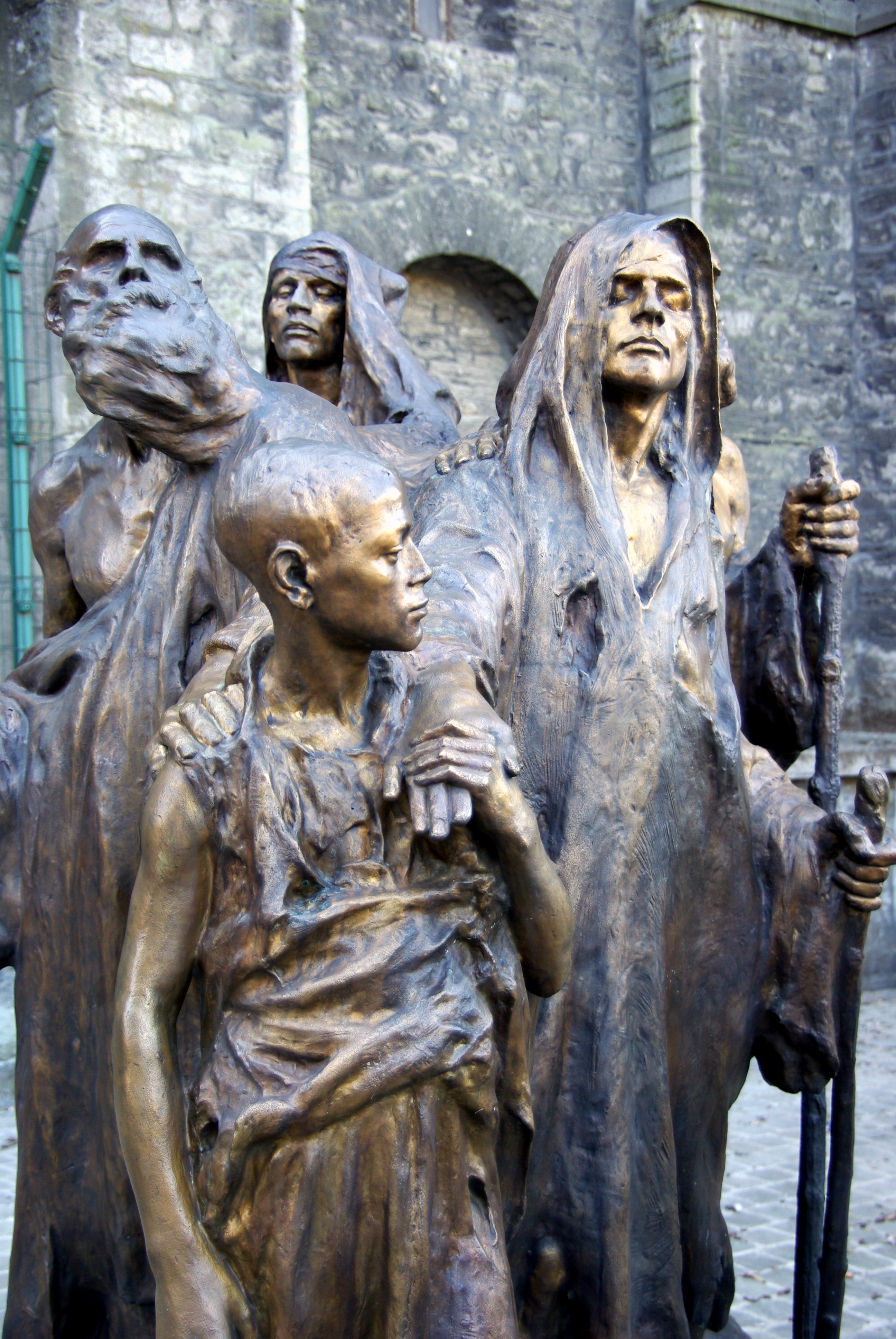
Les aveugles, groupe de bronze (1908) situé derrière la cathédrale.

- La statue de Martine, créée, en hommage à la Martine de Marcel Marlier, par Carlos Surquin et située à la rue Perdue près du Fort Rouge.
- La Naïade : cette œuvre de George Grard fut installée sur le pont à Pont en 1950. Sa nudité fit scandale à l'époque et entraîna sa relégation en bas du pont. Elle regagna son emplacement d'origine en 1983.
- La fontaine du Pichou Saint Piat
- La Princesse d'Espinoy
- Saint Luc peignant la Vierge
- La statue de Jules Bara

### Parcs et jardins
- Le parc communal de l'Hôtel de Ville, à côté de la maison communale, dans le centre de la ville, se compose du parc Georges Brassens et du parc Reine Astrid[14]. Fin 1924, un buste de gorille, sculpture en bronze de l’artiste liégeois Yvan Hendrick offerte à la ville de Tournai par Eric Domb, CEO de Pairi Daiza, est installée dans le parc Georges Brassens, en hommage à la chanson Le Gorille. Arguant l'absence d'autorisation de l'Agence wallonne du Patrimoine (AWaP) de placer cette statue dans un parc classé, la nouvelle majorité communale la fait retirer quelques semaines plus tard[15]. L'AwaP affirme toutefois avoir marqué son accord[16].

### Tournai, ville flamande d'expression romane
Tournai est une ville belge de langue française. La langue locale est le picard, comme dans le reste des autres communes du Hainaut occidental et du nord de la France.
La ville de Tournai, qui a par le passé toujours profité d'une assez large autonomie, fait partie de la Flandre romane, tout comme Lille, Douai, Tourcoing ou Mouscron. Ces villes, bilingues ou non, font partie de l'espace culturel flamand et possèdent donc des caractéristiques flamandes que l'on retrouve dans leur héritage artistique (architecture, peinture, sculpture...).

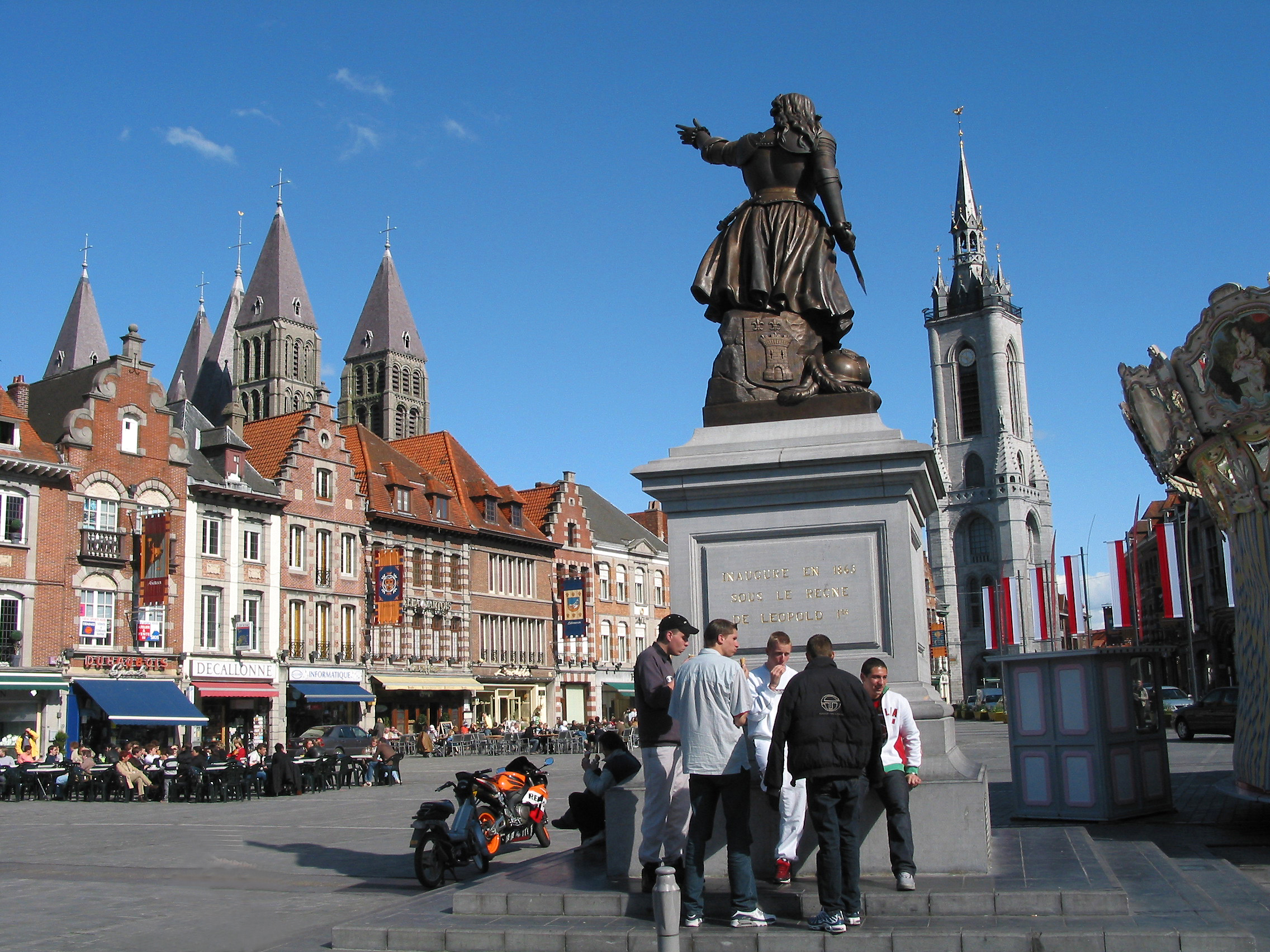
La Grand-Place, Christine de Lalaing (Statue), le beffroi et la cathédrale Notre-Dame de Tournai.

Ainsi, la ville de Tournai fut l'un des grands centres culturels et économiques flamands. Le chœur gothique de la cathédrale « Notre-Dame flamande » de Tournai est un élément précurseur du gothique scaldien qui est typiquement flamand.
- Tournai fut la capitale religieuse du Comté de Flandre durant plus de mille ans (de 496 à 1559).
- La tapisserie et la draperie tournaisienne appartiennent à la grande école flamande et Tournai faisait même partie de la Hanse flamande de Londres qui regroupait les villes drapières de Flandre.
- L'église Saint-Brice de Tournai est le premier exemplaire du style église-halle typique des villes et campagnes flamandes.
- Certains grands noms des primitifs flamands sont originaires de Tournai : Robert Campin (considéré comme le premier maître de cette école), Roger de la Pasture, Jacques Daret.
- La tradition du lundi perdu ou parjuré (en néerlandais verloren maandag ou verzworen maandag) est une tradition flamande très vivace à Tournai.

Même si elle se situe dans l'espace culturel flamand, Tournai possède également des trésors de l'art mosan, style typique de l'espace culturel wallon. En effet, les deux plus importantes châsses de la cathédrale Notre-Dame de Tournai, les châsses de Notre-Dame et de saint Éleuthère (XIIIe siècle), sont deux œuvres de Nicolas de Verdun (orfèvre né à Verdun en 1130 et mort à Tournai en 1205) à qui l'évêque Étienne avait passé commande. Ces reliquaires témoignent de l'opulence de la ville au Moyen Âge. La châsse de Notre-Dame est considérée comme l'une des « sept merveilles de Belgique ».

### Rayonnement artistique
La ville de Tournai est le cadre de la farce du XIIIe siècle Le Garçon et l'Aveugle. La ville est citée au vers 30 et d’autres indications du texte le confirment. Cette farce, antérieure de près de deux siècles à celle de La Farce de Maître Pathelin, est le plus ancien texte théâtral en français (picard).
Déjà connue pour son orfèvrerie à l'époque mérovingienne, la ville devint à la fin du Moyen Âge un centre artistique de grande importance, à partir du XIVe siècle organisée en confrérie de Saint-Luc. Avec la châsse de saint Éleuthère, les orfèvres tournaisiens se distinguent de nouveau dans l'art des métaux, et au XVe siècle, les dinandiers de Tournai concurrencent ceux du pays mosan.
Dès le XIIe siècle, l'emploi de la pierre locale dans l'architecture a donné naissance à une école florissante de sculpture. Au XVe siècle, fonts baptismaux et monuments funéraires sont taillés de façon magistrale dans cette pierre au grain très fin et à la couleur gris bleuté, voire dans une pierre blanche importée.

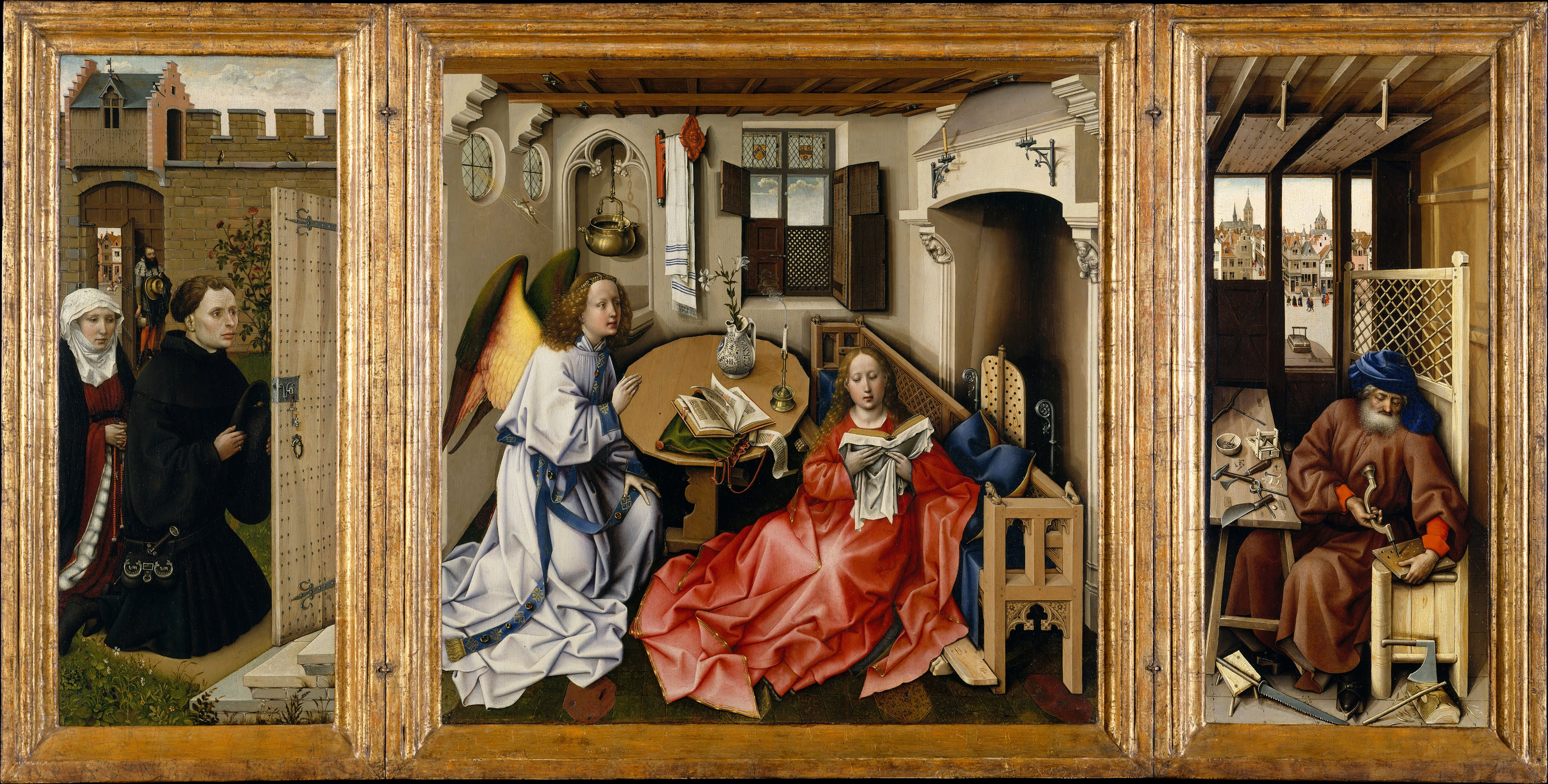
Robert Campin, Triptyque de l'Annonciation ou Triptyque de Mérode (vers 1420)

Au XVe siècle, Robert Campin (mort à Tournai en 1444), contemporain de Hubert van Eyck, et que certains identifient comme le Maître de Flémalle, est l'auteur anonyme d'un groupe de peintures découvertes dans cette localité vers 1900. Les œuvres de cet artiste charment par leur coloris, par la précision avec laquelle sont dépeints les intérieurs et les objets, et par leur sérénité. Dans les sujets les plus graves apparaît une expression plus dramatique, qui rapproche Robert Campin de son élève Rogier de la (ou le) Pasture. Connu également sous le nom de Van der Weyden, ce dernier, né à Tournai (1399–1464), devint peintre de la ville de Bruxelles en 1436.
Dès 1750 apparaissent les premières manufactures de porcelaine. Connue internationalement, la porcelaine de Tournai rivalisera avec celles de Limoges et de Sèvres, gagnant plusieurs concours de qualité dans l'Europe du XVIIIe siècle. L'écrivain réaliste Honoré de Balzac y fait d'ailleurs référence dans Le père Goriot lorsqu'il décrit la pension tenue par Mme Vauquier : « Elle est plaquée de buffets gluants sur lesquels sont des carafes échancrées, ternies, des ronds de moiré métallique, des piles d'assiettes en porcelaine épaisse, à bords bleus, fabriquées à Tournai". »
Né à Tournai en 1855, le poète belge Georges Rodenbach s'installera à Paris dès 1888.

### Enseignement

#### Université
- La Faculté d'architecture, d'ingénierie architecturale et d'urbanisme (LOCI) de l'université catholique de Louvain (UCLouvain) y a l'une de ses implantations. Il s'agit de l'ancien Institut supérieur d’Architecture Saint-Luc de Tournai.

#### Écoles supérieures des arts
- École supérieure des Arts Saint-Luc Tournai (Institut Saint-Luc Tournai)
- Académie des Beaux-Arts de la Ville de Tournai

#### Hautes écoles
- Haute école Louvain en Hainaut (HELHa, regroupant l'École supérieure d’Ingénieurs techniciens, l'École d’Infirmières « Jeanne d’Arc » de l'Institut Don Bosco, et les départements GRH et Communication de l'ancienne Haute école Libre du Hainaut Occidental)
- Haute école en Hainaut (HEH, historiquement l'École normale de Tournai, et l'Institut supérieur économique de Tournai)
- Condorcet, la Haute école provinciale de Hainaut, qui compte deux sites. L'un à la Rue Paul Pastur pour les secteurs techniques et paramédicales, l'autre au Zoning de Tournai Ouest, dans le quartier Negundo, liée avec l'Eurometropolitan e-Campus.

#### Enseignement secondaire
La ville de Tournai compte 16 établissements d'enseignement secondaire[source insuffisante] :
- Athénée Royal Jules Bara
- Athénée Royal Robert Campin
- Collège Notre-Dame
- IPES
- IESPP
- Institut Don Bosco
- Centre Éducatif de la Sainte-Union
- ITEHO Jeanne d'Arc
- Institut des Ursulines - La Madeleine
- Institut Notre-Dame - École des Frères
- Val-Itma
- Institut Saint-André
- Institut Saint-Luc
- Collège Notre-Dame de la Tombe
- Institut de la Sainte-Union
- École spécialisée Le Ricochet (appartenant au groupe "Les Colibris")[22]

#### Enseignement secondaire artistique à horaire réduit
- École des Beaux-Arts
- Conservatoire Communal
- Académie de Musique Saint-Grégoire

#### Enseignement primaire
38 écoles primaires et maternelles se trouvent à Tournai.

### Sport
Le club de handball EHC Tournai est le club phare de la ville mais aussi de la province. C'est aussi le seul club de handball évoluant en D1 belge dans la province de Hainaut.
Le Waterpolo est l'autre fierté sportive de Tournai, puisque le CR Natation Tournai évoluant actuellement en division 1, fut 5 fois champion de Belgique et remporta également 5 fois la coupe de Belgique.
On peut également noter qu'en football, le Royal Racing Club Tournai a remporté la Coupe de Belgique de football en 1956.

#### Principales équipes
- Handball : Estudiantes Handball Club Tournai évolue en D1 Belge
- Water-polo : le Cercle royal de natation de Tournai, évoluant en division 1 nationale et champion de Belgique 2013
- Football : Royal Football Club Tournai évolue en Division 5 (D3 Amateurs)
- Basket-ball : Basket-ball Club Tournai évolue en Première Provinciale
- Baseball : Tournai Celtics
- Rugby à XV : Rugby Club Tournai évolue en Nationale 3
- Tennis : Royal Tennis Club Tournai
- Volley-ball : Skill Tournai
- Hockey sur gazon : Tournai hockey club

#### Événements occasionnels
- Accueille l'arrivée de la deuxième étape (Charleville-Tournai) du Tour de France cycliste en 1966 remportée par Guido Reybroeck et accueille l'étape contre la montre par équipe (3e étape A) du même Tour, remportée par l'équipe hollandaise Televizier. Accueille l'arrivée de la troisième étape (Visé > Tournai) du Tour de France cycliste en 2012 remportée par Mark Cavendish. Tournai est la ville d'arrivée de l'Euro-Métropole Tour pour cycliste professionnels.
- Organise le Final Four coupe de Belgique de handball, (masculin  et féminin ) (2013)
- Accueille les Special Olympics Belgium en 2018
- Le festival du film Ramdam a lieu chaque année à Imagix

### Musique
La Messe de Tournai est la plus ancienne messe polyphonique qui nous soit parvenue jusqu'aujourd'hui. Elle rassemble dans un recueil anonyme des pièces datant de 1330 à 1340 environ.

### Distinctions
La ville décerne le Prix artistique de la Ville de Tournai, et, ensemble avec la Commission provinciale des Fondations de Bourses d’Études du Hainaut, décerne le Prix Lucien Dasselborne, d'après le Concours du même nom.

### Gastronomie
- Le lapin du lundi parjuré (ou « lundi perdu »)
- La salade tournaisienne
- Le mutiau, tête pressée finement hachée
- Les Succès du Jour
- Les biscuits « Desobry »
- Les ballons tournaisiens
- Les apéritifs « Le tournaisien » et « La tournaisienne », « Le pont des trous »

Les produits de l'entité de Tournai :
- La bière « La Tournay » de la Brasserie de Cazeau (seule brasserie de l'entité de Tournai)
- La bière « Saint-Martin », blonde ou brune, trouve ses racines en 1096. Son verre représente un des nombreux vitraux de la cathédrale de Tournai. (de la brasserie de Brunehaut)

### Folklore
- Le Cabaret Wallon.

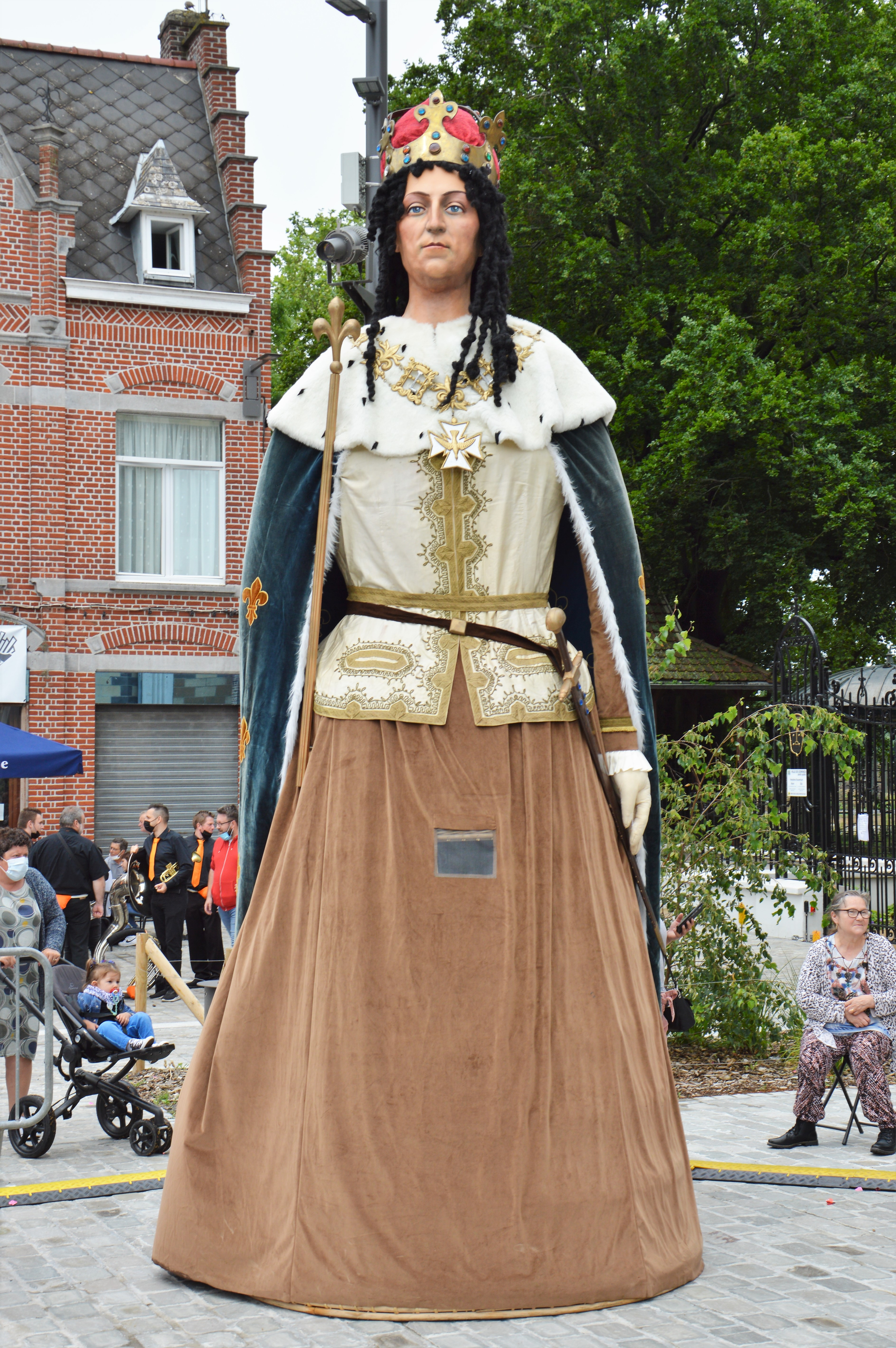
le Roi Louis XIV, géant de Tournai

- Le lundi parjuré, dit « Lundi perdu »
- Le carnaval de Tournai (22 jours avant Pâques)
- Les Quatre Cortèges, avec ses géants (le deuxième dimanche de juin)
- La Grande procession de Tournai
- Le jeu de Fer
- Les jeux de boules
- La balle pelote
- La Royale Compagnie du Cabaret Wallon Tournaisien
- La Saint-Nicolas

### Archives
Les archives de la ville sont conservées aux Archives de l'État à Tournai.
Les Archives de l'État à Tournai hébergent de nombreux documents produits en Hainaut occidental au cours des siècles. Plus récemment, elles ont notamment acquis les archives de l'imprimerie Casterman (2009) ou encore les archives d'Henri Vernes, auteur de Bob Morane (2011).

## Médias
- Notélé, chaîne de télévision locale qui diffuse ses émissions depuis 1977 et couvre 23 communes autour de la ville.
- Pacifique FM, radio locale lancée en mars 2006 et couvrant toutes les entités de la Wallonie picarde ainsi que des communes françaises proches du Tournaisis.
- Sud Info - Nord Eclair, journal local du groupe Sudmedia créé le 16 décembre 1998.
- L'Avenir de l'Escaut, journal local du groupe L'avenir créé le 18 octobre 1829 et plus ancien journal belge encore diffusé. Sa zone de diffusion est le Hainaut Occidental.

## Économie
Sur la Grand-Place de Tournai, il y a plusieurs commerces (restaurants, bars, bijouteries, etc.).
Tournai possède deux centres commerciaux (Les Bastions et le centre commercial de Froyennes).
Il y a plusieurs commerces dans la Rue Royale, entièrement réaménagée à partir de 2020.
La rue de Courtrai est elle aussi une rue commerçante importante. On y retrouve la célèbre quincaillerie Au Moulin Rouge.

### Piétonnier
Le piétonnier est une ancienne zone commerciale qui se trouve dans le centre-ville de Tournai. Jusqu'à la fin des années 90, ce fût une artère commerciale importante dans la ville. Peu à peu depuis, le piétonnier se vida de ses magasins, la clientèle manquant. Cela suit les tendances des principales villes wallonne qui voient leur piétonnier se déserter au profit des centres commerciaux.

### Parcs d'activités économiques et zone industrielle
Trois parcs d'activités économiques se situent dans la commune de Tournai et plus précisément à Marquain et Blandain ; il s'agit des zonings Tournai Ouest I, Tournai Ouest II et Tournai Ouest III, gérés par Ideta.
À Gaurain se situe également la Compagnie des Ciments Belges (CCB) qui exploite la plus grande carrière de calcaire d'Europe.

## Transports

### Réseau ferré
Tournai est située sur la ligne 94 reliant Courtrai et Lille à Bruxelles ainsi que sur la ligne 78 reliant Tournai à Mons.

### Réseau de bus
Tournai, et plus principalement la gare de Tournai, est le point de départ de nombreuses lignes de bus, gérées par le TEC Hainaut. La ville est aussi desservie par 7 lignes de bus sous l'appellation de « Le Tournai City » :
- la ligne B reliant Kain, Blandain et Tournai ;
- la ligne K reliant Froyennes et Blandain à Tournai et Kain ;
- la ligne R reliant Froyennes, Tournai et Rumillies ;
- la ligne V reliant Tournai, Chercq et Vaulx ;
- la ligne W reliant Froyennes, Tournai et Warchin ;
- les lignes Z et Z/ reliant Tournai au centre commercial de Froyennes.

### Réseau de sentiers de grande randonnée
Le sentier de grande randonnée 122 traverse la commune.

## Associations locales
- Service volontaire international ASBL

### Beaux-Arts
- Art et pierre du Tournaisis, ouvr. coll., Wapica, 2018.  (ISBN 978-2-87561-031-7).
- Le Tournai artistique. Les œuvres d'art nous racontent l'histoire de Tournai, des origines à 1801, ouvr. coll., 2012?  (ISBN 978-287561-007-2).
- Aurélie Montignie et Pierre Peeters : Le Tournai artistique. Artistes et courants stylistiques à Tournai de 1800 à 1940, Wapica, 2016.  (ISBN 978-2-87561-028-7).

### Édifices religieux
- Edwige Colin et Benoît Dochy : L'église Saint-Jean-Baptiste à Tournai, un édifice méconnu, éd. Pasquier Grenier, 2015.
- Jean Dumoulin et Jacques Pycke : La cathédrale de Tournai hier et aujourd'hui, Tournai, Casterman, 1985  (ISBN 2-203-28761-6).
- L'église Saint-Jacques à Tournai, splendeur (néo)gothique, ouvr. coll., éd. Pasquier Grenier, 2009.

### Histoire
- Aimé-François-Joseph Bozière : Tournai ancien et moderne, description historique et pittoresque de cette ville, de ses monuments, de ses institutions, depuis ses origines jusqu'à nos jours, Tournai, Adolphe Delmée, 1964, rééd. Bruxelles, Culture et Civilisations, 1976.
- Damien Breuls de Tiecken : Armorial de Tournais et du Tournaisis, 2010.
- Alexandre-Guillaume Chotin : Histoire de Tournai et du Tournésis, Bruxelles, Culture et Civilisations, 1982.
- Jean Cousin, Histoire de Tournay, ou quatre livres des chroniques annales, ou démonstrations du christianisme de l'évesché de Tournay, Douai, Marc Wyon, 1619, 380 p. (lire en ligne)
- Guy Demeulemeester et Serge Le Bailly de Tilleghem : La carte postale raconte Tournai de 1897 à 1914, éd. par Société Royale d'Histoire et d'Archéologie de Tournai, 1982.
- Bernard Desmaele : Le tournoi d'Henry VIII, Tournai 1513-1913, éd. Société Royale d'Histoire et d'Archéologie de Tournai, 2013.
- Yvon Gahide : Tournai sous les bombes, éd. Société Royale d'Histoire et d'Archéologie de Tournai, 1984.
- Gaston Lefebvre : Biographies tournaisiennes des XIXe et XXe siècles, éd. par Archéologie industrielle de Tournai, 1990.
- Paul Rolland : Histoire de Tournai, Tournai, Casterman, 1957.

### Urbanisme
- Béatrice Pennant : Tournai perdu, Tournai gagné, éd. Pasquier Grenier, 2013.
- Les ponts de Tournai, d'une rive à l'autre, ouvr. coll. éd. Pasquier Grenier, 2011.

### Musique
- Abel Delzenne : Le chanoine Nicolas Joachim (1872-1945), un maître de chapelle de la cathédrale de Tournai, Bibliothèque centrale de l'Université de Louvain, 1973.
- Stéphane Detournay : L'Académie de Musique Saint-Grégoire à Tournai, in : L'orgue francophone no 63/64, revue de la FFAO, 2022.
- Stéphane Detournay : La Société de Musique de Tournai (1888-1938), in : Le Courrier de Saint-Grégoire no 119, 2023-24/VIII[29].
- Stéphane Detournay : Les Matinées de Saint-Grégoire (1948-1963), in : Le Courrier de Saint-Grégoire n°124, 2024-25/V[30].
- Jean-Pierre Félix et Roland Servais : Les orgues de la cathédrale de Tournai, éd. Louvain-la-Neuve, 1991.
- Bruno Lestarquit : Entretiens avec André Dumortier, Tournai, édition Culture, 2001.
- Walter Ravez : Jean Noté, La vie d'un Artiste et d'un Philanthrope, Tournai, éd. Lucq et Delcourt-Vasseur, 1923.

## Personnalités liées à la ville

### Histoire
- Childéric Ier, roi des Francs saliens, père de Clovis Ier.
- Clovis Ier (vers 466-511), roi des Francs (Ve siècle).
- Charles Hovine (1596-1671), né à Tournai, chef président du Conseil privé du roi à Bruxelles.
- Le Bienheureux Guerric d'Igny (vers 1070-1157), né à Tournai, auteur cistercien, abbé d'Igny.
- Louis-François-Joseph de La Barre, historien et écrivain (XVIIIe siècle).
- Christine de Lalaing, épouse du Gouverneur de Tournai, Princesse d'Épinoy (XVIe siècle).
- Ferdinand-Ignace Malotau de Villerode, né en 1682 à Tournai.
- Guillaume de Melun, prince d'Espinoy (XVIIe siècle).
- Philippe Mouskes, évêque et chroniqueur (XIIIe siècle).
- Charles-Joseph de Pollinchove (1695-1756), président du Parlement de Flandres.
- Gillion-Othon Ier de Trazegnies (1598-1669), marquis de Trazegnies, gouverneur de Philippeville, d'Artois et de Tournai.

### Armée
- Louis Crespel (1838-1878), né à Tournai, capitaine.

### Résistance
- Cécile Detournay (1911-1970), résistante (seconde guerre mondiale).
- Gabrielle Petit (1893-1916), espionne (première guerre mondiale).
- Gisèle Wibaut, femme politique et résistante (seconde guerre mondiale)

### Industrie, artisanat
- Donat Casterman, imprimeur (XVIIIe siècle).
- Albert Delin (1712-1771), mort à Tournai, facteur de clavecins.
- Maurice Delmotte, facteur d'orgues.
- Robert Dubois (1709–1769), céramiste, cofondateur de la Manufacture de Vincennes (porcelaine) ; travailla avec son frère à Valenciennes, Saint-Amand et Tournai où il dirigea la Manufacture en 1750 ; décédé dans cette ville.
- Pierre Joseph Fauquez (mort en 1741), originaire de Tournai, fondateur de la faïencerie de Tournai, de Saint-Amand-les-Eaux.
- Alexandre Joveneau (1811-1866), né à Blandain, mort à Tournai, fondateur de la chocolaterie A. Joveneau.

### Politique
- Albert Goblet d'Alviella (1790-1873), né à Tournai, militaire et homme politique.
- Jules Bara (1835-1900), né à Tournai, personnalité politique.
- Rudy Demotte, ancien bourgmestre de Tournai de 2012 à 2018.
- Léopold Lefebvre (1769-1844), industriel et homme politique belge.
- René Lefebvre (1893-1976), homme politique belge.
- Marie-Christine Marghem, ex ministre de l'énergie et actuelle bourgmestre
- Alphonse de Rasse (1813-1892), né et mort à Tournai, bourgmestre de Tournai et sénateur.
- Jules de Rasse (1808-1883), né à Tournai, diplomate et homme politique.
- Denis de Rasse de la Faillerie (1762-1839), avocat et homme politique belge.
- Alphonse Stiénon du Pré (1853-1918), bourgmestre de Tournai (1900-1918), fondateur de la Société de Musique des grands concerts de Tournai et initiateur du Cortège-Tournoi de 1913.

### Église
- Charles-Marie Himmer, évêque de Tournai.
- Julien Ries, Cardinal, évêque, théologien, anthropologue, historien des religions (décédé à Tournai).

### Arts

#### Architecture
- Bruno Renard (1781-1861), né à Tournai, architecte.
- Henry Lacoste (1885–1968), né à Tournai, architecte.
- Justin Bruyenne (1811-1896), né et décédé à Tournai, architecte.

#### Peinture, sculpture, tapisserie
- Fernand Allard l'Olivier (1883-1933), né à Tournai, peintre.
- Pierre Caille (1911-1996), né à Tournai, sculpteur.
- Robert Campin (vers 1378-1444), mort à Tournai, dit le Maître de Flémalle, peintre.
- Émile Desmedt, né en 1956 à Tournai, sculpteur et céramiste.
- Aimable Dutrieux (1816-1889), né et mort à Tournai, sculpteur.
- Louis Gallait (1810-1887), né à Tournai, peintre.
- George Grard (1901-1984), né à Tournai, sculpteur.
- Pasquier Grenier, mort à Tournai en 1493, marchand-tapissier.
- Florentin Houzé (1809-1905), né à Tournai, peintre.
- Joseph Lacasse (1894-1975), né à Tournai, peintre.
- François-Joseph Manisfeld (1742-1807), né à Tournai, artiste peintre.
- Théobald Michau (1676-1765), né à Tournai, peintre.
- Rogier de la Pasture (vers 1399/1400-1464), né à Tournai, peintre, primitif flamand.
- Piat Sauvage (1744-1818), né à Tournai, peintre.

#### Littérature, histoire
- Aimé-François-Joseph Bozière, archéologue, historien, héraldiste.
- Jean Cassart (1908-1991), mort à Tournai, généalogiste belge.
- Louis Des Masures (1515-1574), né à Tournai, dramaturge et poète.
- Colette Nys-Mazure, écrivaine.
- Marc Quaghebeur (1947-), historien de la littérature et écrivain.
- Georges Rodenbach (1855-1898), né à Tournai, écrivain.
- Sophie Vandeveugle (1998 -), née à Tournai, écrivaine.

##### Bandes dessinées, illustrations
- André-Paul Duchâteau, né en 1925 à Tournai, journaliste, nouvelliste, écrivain de roman policier et scénariste de bande dessinée.
- Anne-Marie Ferrières (1888-1992), née à Tournai, illustratrice et actrice.
- Marcel Marlier (1930-2011), mort à Tournai, illustrateur et créateur de la série Martine.
- Henri Vernes, né en 1918, enfance à Tournai, auteur des romans Bob Morane.

### Musique, musicographie, musicologie
- Henri Barbier, maître de chapelle, organiste, inspecteur de l'enseignement musical.
- David Cohen, violoncelliste.
- André Collin, compositeur, directeur du Conservatoire Communal.
- Nicolas Daneau, compositeur et pédagogue, directeur du Conservatoire Communal.
- Suzanne Daneau, pianiste et compositrice.
- Abel Debourle, compositeur et organiste.
- Abel Delzenne, maître de chapelle, directeur de l'École Saint-Grégoire.
- Stéphane Detournay, organiste et musicologue.
- Amédée Dubois, violoniste et compositeur.
- André Dumortier, pianiste et pédagogue, lauréat du Concours Eugène Ysaÿe (1938), directeur du Conservatoire Communal.
- Marie Hallynck, violoncelliste.
- Alphonse Herman (1836-1905), compositeur et chef d'orchestre français, né à Tournai.
- Nicolas Joachim, maître de chapelle, compositeur, musicographe.
- Pierre de La Rue, compositeur franco-flamand de la Renaissance, né à Tournai.
- Jean-Baptiste Noté (1858-1922), né à Tournai, baryton.
- Arthur Prévost (1888-1967), né à Tournai, compositeur et dirigeant de la Musique des Guides.
- Ludovic Stiénon du Pré, compositeur.
- Henri Van Hecke, violoniste virtuose, organiste, compositeur, directeur du Conservatoire Communal.

#### Variétés
- Mélanie Cohl, née en 1982 à Tournai, chanteuse, 6e avec la chanson « Dis oui » lors du Concours Eurovision de la chanson 1998

### Art du spectacle
- Bruno Coppens (°1960), humoriste et chroniqueur, y est né.
- Luc Petit (°1962), metteur en scène et créateur de spectacles, y est né.
- Charlie Dupont (°1971), acteur et comédien, y est né.

### Langue et culture régionale
- Adolphe Delmée (pcd), auteur et chansonnier.
- Lucien Jardez, auteur et Président du Cabaret Wallon Tournaisien.
- Adolphe Prayez (pcd), auteur et chansonnier.

### Médias
- Adrien Joveneau, né en 1960 à Tournai, animateur et producteur de radio et télévision (RTBF).
- Luc Varenne (1914-2002), né à Tournai, commentateur sportif.

### Sports
- Laurent Depoitre, né en 1988 à Tournai, footballeur professionnel.
- Hélène Dutrieu, sportive, aviatrice et héroïne de la Première Guerre mondiale.
- Camille Laus, née en 1993 à Tournai, athlète.
- Dominique Lemoine, né en 1966, ancien footballeur professionnel.

## Jumelages

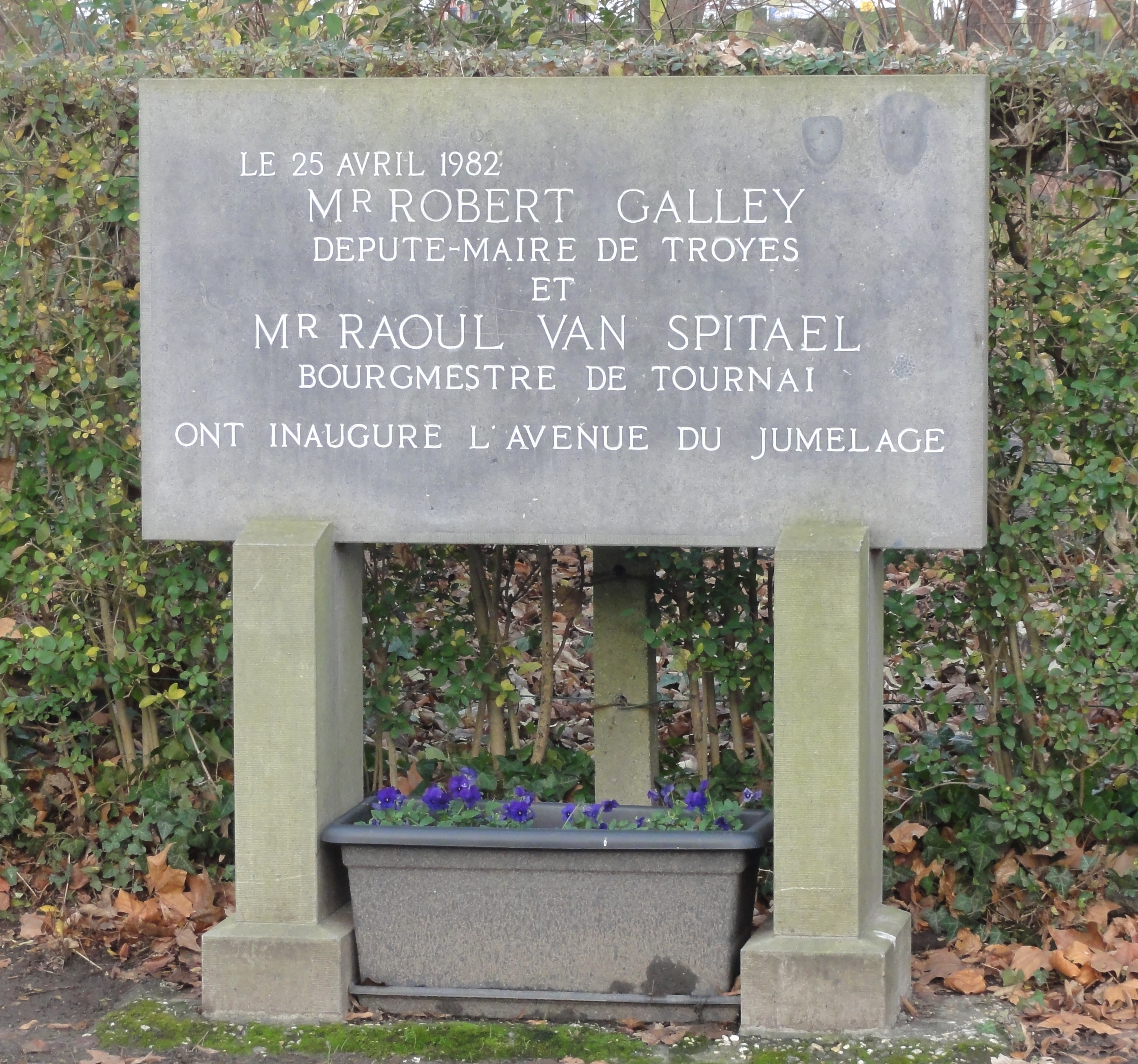
Stèle commémorant l'inauguration de l'avenue du Jumelage le 25 avril 1982, évoquant celui avec Troyes.

| Ville | Ville             | Pays | Pays        | Période     |
| ----- | ----------------- | ---- | ----------- | ----------- |
|       | Bethléem,         |      | Palestine   | depuis 2012 |
|       | Canterbury        |      | Royaume-Uni | depuis 1998 |
|       | Mogi das Cruzes   |      | Brésil      | depuis 2016 |
|       | Troyes            |      | France      | depuis 1951 |
|       | Villeneuve-d'Ascq |      | France      | depuis 1994 |